# Liste von Burgen und Schlössern in Unterfranken
Die Liste von Burgen und Schlössern in Unterfranken ist ein Verzeichnis von historischen Anwesen, wie Burgen, Schlössern, Herrensitzen, Festungen, Motten, Burgställen und Wehrkirchen auf dem Territorium des heutigen Regierungsbezirks Unterfranken im Bundesland Bayern, aufgeteilt in kreisfreie Städte und Landkreise. Nicht aufgeführt sind Zier- und Nachbauten, die nie als Wohngebäude oder zur Verteidigung genutzt wurden. Es gibt weitere Listen für die Regierungsbezirke Oberbayern, Niederbayern, Oberpfalz, Oberfranken, Mittelfranken, und Schwaben.

## Regierungsbezirk Unterfranken

### Aschaffenburg
| Name                 | Ort           | Typ                                                 | Entstehungszeit                                                                            | Erhaltungszustand und heutige Nutzung | Bild           |
| -------------------- | ------------- | --------------------------------------------------- | ------------------------------------------------------------------------------------------ | --- | -------------- |
| Schloss Johannisburg | Aschaffenburg | Residenz der Mainzer Erzbischöfe                    | ab 1604 an Stelle einer älteren Burganlage erbaut                                          | Besitz der Bayerischen Verwaltung der staatlichen Schlösser, Gärten und Seen, mehrere Museen                                                                                                 | weitere Bilder |
| Schönborner Hof      | Aschaffenburg | Stadtpalais der Grafen von Schönborn                | 1673 bis 1681 erbaut, das 80 Jahre ältere adlige Storchennest wurde später Teil der Anlage | Naturwissenschaftliches Museum der Stadt, umfangreiche Insektensammlung und repräsentative Sammlung der Mineralogie und Geologie des Spessarts, Stadt- und Stiftsarchiv (Städtisches Museum) | weitere Bilder |
| Schloss Schönbusch   | Aschaffenburg | Lustschloss mit großem englischen Landschaftsgarten | 1778 bis 1781                                                                              | Naherholungsgebiet, Bayerische Verwaltung der staatlichen Schlösser, Gärten und Seen | weitere Bilder |

### Schweinfurt
| Name                                                   | Ort                           | Typ                        | Entstehungszeit               | Erhaltungszustand und heutige Nutzung | Bild |
| ------------------------------------------------------ | ----------------------------- | -------------------------- | ----------------------------- | --- | ---- |
| Alte Reichsburg Schweinfurt                            | Schweinfurt-„Flur Peterstirn“ | Höhenburg (Spornburg)      | Früh- und hochmittelalterlich | Abgegangen, Halsgraben erhalten, erste Schweinfurter Reichsburg oberhalb der Markgrafenburg, heute Standort des Beerhüterturms, einem Aussichtsturm |      |
| Hennebergische Reichsburg Schweinfurt                  | Schweinfurt-Zürch             | Niederungsburg, Reichsburg | vor 1310                      | Ab 1310 Hennebergische Reichsburg (sö Ecke der „Neustadt“), schon 1361/1383 konnte sich Schweinfurt von der hennebergischen/würzburgischen Pfandschaft lösen, ab 1409 durch König Ruprecht und 1427 durch König Sigismund Erlaubnis zum völligen Abbruch der (hennebergischen) Reichsburg im Zürch (letzte Steine für Stadtmauer (1553/54) und Rathaus (1570) genutzt), heute Wohnbebauung, geringe Mauerreste; die Burgkapelle (Liebfrauenkirche genannt) ist der Chor der heutigen Salvatorkirche |      |
| Kirchenburg Johanniskirche                             | Schweinfurt-Atstadt           | Kirchenburg                | unbekannt                     | Abgegangene Gaden um St. Johannis auf dem Areal des Martin-Luther-Platzes. Grundmauern in Kellern bestehender Häuser erhalten |      |
| Markgrafenburg Schweinfurt (auch Burgstall Peterstirn) | Schweinfurt-„Flur Peterstirn“ | Höhenburg (Spornburg)      | Früh- und hochmittelalterlich | Abgegangene Burg der Schweinfurter Markgrafen, nach 1003 überbaut mit Kloster, später Deutschordenshaus und historisierender Burganlage des 19. Jahrhunderts (zweigeschossigen Turm, sogenannter Karlsturm) |      |
| Wasserburg Oberndorf                                   | Schweinfurt-Oberndorf         | Wasserburg                 | Hochmittelalterlich           | Mit der Kreuzkirche überbaute ehemalige Wasserburg (spätestens 13. Jahrhundert), Wassergraben noch erkennbar, eingezogener Chor und südöstlicher ehemaliger Chorturm mit Welscher Haube, ehemals Teil der Burgkapelle (diese 1094 erstmals als Laurentius-Kapelle urkundlich) (alles Teile des Baudenkmales D-6-62-000-57), im Kern 13./14. Jahrhundert, Einfriedungsmauern sind keine Burgmauern und ca. 16./17. Jahrhundert (Teil des bayerischen Bodendenkmals D-6-5927-0197)                    |      |

### Würzburg
| Name                                           | Ort                    | Typ                                                                          | Entstehungszeit | Erhaltungszustand und heutige Nutzung | Bild |
| ---------------------------------------------- | ---------------------- | ---------------------------------------------------------------------------- | --- | --- | ---- |
| Altes Schloss (Rebstocksches Schloss)          | Würzburg-Rottenbauer   | Wasserburg, Schlossausbau                                                    | 12./13. Jh. | nur Grundmauern vor dem Unteren Schloss |      |
| Festung Marienberg (Festung Unser Frauen Berg) | Würzburg               | Kirchenburg, später Festung, später tw. Umbau in Renaissance-Residenzschloss | 704 (706) Kirche, um 1200 Burganlage, 1253 bis 1719 Residenz der Würzburger Fürstbischöfe                                             | erhalten, zwei Museen: Mainfränkisches Museum und Fürstenbaumuseum, außerdem mehrere Gastronomiebetriebe mit Veranstaltungsräumen sowie Wohnungen |      |
| Huttenschlösschen                              | Würzburg               | Sommerresidenz (Sommerschlösschen)                                           | 1720 für Fürstbischof Christoph Franz von Hutten                                                                                      | 2× wiederaufgebaut, erhalten, im Besitz Corps Rhenania Würzburg                                                                                   |      |
| Huttenhof                                      | Würzburg-Altstadt      | Stadtpalais                                                                  | Barock-Bauwerk von und für Balthasar Neumann, danach Verkauf an von Hutten                                                            | im 2. Weltkrieg zerstört, um 1950 Wiederaufbau, erhalten (Kapuzinerstraße 2) jetzt Rotkreuzklinik                                                 |      |
| Burgstall Oberdürrbach                         | Würzburg-Oberdürrbach  | Spornburg                                                                    | unbekannt | kaum oberirdischen Reste (2 Steinwälle) |      |
| Oberes Schloss                                 | Würzburg-Rottenbauer   | kleines Schloss derer von Wolfskeel (Landhaus im Barockstil)                 | 1700 (um) | erhalten, heute Wohngebäude eines landwirtschaftlichen Anwesens                                                                                   |      |
| Würzburger Residenz                            | Würzburg               | barockes Residenzschloss, Sitz der Würzburger Fürstbischöfe                  | 1719–1744 in zwei Bauabschnitten | erhalten, Zerstörungen des Zweiten Weltkrieges restauriert, seit 1981 UNESCO-Weltkulturerbe                                                       |      |
| Ruine Schenkenschloß (Burg Rossberg)           | Würzburg-Unterdürrbach | Niederungsburg auf kleiner Anhöhe                                            | Besitz der Schenken von Rossenberg, um 1270 Bergfried, Mitte 15. Jh. nach Brand Wiederaufbau und mehrere Erweiterungen. 1525 zerstört | 28 m hoher Bergfried, wenige Mauerreste und Ringgraben                                                                                            |      |
| Steinburg (Castrum in Lapide)                  | Würzburg-Unterdürrbach | Höhenburg (Würzburger Stein)                                                 | 13. Jh. (um 1260) durch das Haus Hohenlohe                                                                                            | Noch im 13. Jh. wieder zerstört, vor 1898 als Schloss und späteres Hotel neu aufgebaut                                                            |      |
| Unteres Schloss (Wolfskeelsches Schloss)       | Würzburg-Rottenbauer   | Schloss derer von Wolfskeel                                                  | 1575 (um) | erhalten |      |

### Landkreis Aschaffenburg
| Name                                         | Ort                                                      | Typ | Entstehungszeit                                                                                 | Erhaltungszustand und heutige Nutzung | Bild |
| -------------------------------------------- | -------------------------------------------------------- | --- | ----------------------------------------------------------------------------------------------- | --- | ---- |
| Burgstall Altenburg                          | Gemeindefreies Gebiet Schöllkrippener Forst-„Reuschberg“ | Wallburg                                                                                                   | 10./11. Jahrhundert                                                                             | Abgegangen |      |
| Burg Alzenau                                 | Alzenau                                                  | Höhenburg in Ortslage, erbaut durch die Mainzer Erzbischöfe                                                | 1395–1399                                                                                       | Ruine, wesentliche Teile erhalten |      |
| Schloss Emmerichshofen                       | Kahl am Main                                             | spätbarocke Schlossanlage, benannt nach dem Mainzer Erzbischof Emmerich Joseph von Breidbach zu Bürresheim | 1766                                                                                            | Erhalten |      |
| Schloss Geiselbach                           | Geiselbach                                               | Wasserburg (Schloss mit einem Wassergraben oder Wasserhaus genannt)                                        | Mittelalterlich, Besitz der Abtei Seligenstadt, nach 1802 Sitz der Vogtei, später Pfarrhaus     | Abgegangen |      |
| Burgstall Gräfenberg (Burg Landesehre?)      | Hösbach-Rottenberg-„Gräfenberg“                          | Gipfelburg der Grafen von Rieneck                                                                          | Mitte 13. Jahrhundert, auf und neben Wallanlagen der Latènezeit errichtet                       | Abgegangen, nach 1261 (Konflikt Mainz/Rieneck) bereits wieder zerstört, Mauerreste sichtbar, durch Steinbrüche ab dem 18. Jahrhundert zu großen Teilen abgetragen |      |
| Burgstall Haibach                            | Haibach                                                  | Höhenburg                                                                                                  | Mittelalterlich                                                                                 | Abgegangen |      |
| Burg Hauenstein                              | Krombach-Hauenstein                                      | Spornburg, Turmhügelburg                                                                                   | um 1300                                                                                         | Ruine, Mauerreste erhalten |      |
| Kirchenburg Hessenthal (Unsrer Lieben Frau)  | Mespelbrunn-Hessenthal                                   | Kirchenburg                                                                                                | Mittelalterlich                                                                                 | Erhalten |      |
| Wehrkirche Hörstein (Mariä Himmelfahrt)      | Alzenau-Hörstein                                         | Kirchenburg                                                                                                | Spätmittelalterlich                                                                             | Erhalten |      |
| Burgstall Kalmus                             | Krombach-„Kalmus“                                        | Höhenburg, Gipfelburg                                                                                      | Mittelalterlich                                                                                 | Abgegangen |      |
| Burgstall Ketzelburg                         | Haibach                                                  | Burg, Hochmotte                                                                                            | 2. Hälfte des 12. Jahrhunderts, kurze Zeit später wieder verlassen                              | Abgegangen, Ausgrabungsreste und Wohnturmrest als Nachbau, Schautafeln, in Spessartrundweg integriert |      |
| Burgstall Klosterberg (= Burg Waldenberg)    | Hösbach-Rottenberg-„Klosterberg“                         | Höhenburg                                                                                                  | 13. Jahrhundert (wahrscheinlich eher 1183)                                                      | Abgegangen, Mauerreste sichtbar |      |
| Burgstall Kugelburg                          | Goldbach-„Kugelberg“                                     | Höhenburg, Gipfelburg                                                                                      | 12. Jahrhundert                                                                                 | Abgegangen, Turmhügel und Graben erhalten |      |
| Schloss Luitpoldshöhe                        | Gemeindefreies Gebiet Rohrbrunner Forst                  | Jagdschloss des Prinzregenten Luitpold                                                                     | 1889                                                                                            | Erhalten, Privatbesitz |      |
| Schloss Mespelbrunn                          | Mespelbrunn                                              | Wasserschloss der Familie Echter                                                                           | Frühes 15. Jahrhundert an Stelle eines älteren Weiherhauses                                     | Erhalten, Privatbesitz, teilweise öffentlich zugänglich |      |
| Schloss Maisenhausen                         | Alzenau-Michelbach                                       | Erbaut als Wasserschloss, später Umbau in Barockschloss                                                    | 16. Jahrhundert (um 1700 umgebaut)                                                              | Erhalten, nicht zu besichtigen |      |
| Schloss Michelbach                           | Alzenau-Michelbach                                       | Wasserschloss                                                                                              | 16. Jahrhundert                                                                                 | Erhalten, nach Sanierung 2006 heute Museum der Stadt Alzenau und Veranstaltungsort |      |
| Burg Mömbris                                 | Mömbris                                                  | Spornburg                                                                                                  | um 1300                                                                                         | Burgstall, Burgplateau und dreiseitiger Burggraben im Bereich des Friedhofs |      |
| Burg Mole (Molen)                            | Heimbuchenthal                                           | Hochmittelalterliche Wasserburg                                                                            | vor 1363, nach 1430 nicht mehr dauerhaft bewohnt                                                | Abgegangen, nur Ausgrabungsreste von 2008/2009 |      |
| Burgstall Randenburg                         | Alzenau                                                  | Höhenburg                                                                                                  | 1227 ersterwähnt                                                                                | Abgegangen |      |
| Schloss Rothenbuch                           | Rothenbuch                                               | Schloss an Stelle älterer Burganlage, Ehem. Kurmainzisches Jagd- und Wasserschloss von 1527                | 1318 erstmals urkundlich erwähnt                                                                | Erhalten, beherbergt heute ein Schlosshotel und ein Tagungszentrum, gegenüber befindet sich die Schlosskapelle von 1573 |      |
| Burgstall Schanzenkopf                       | Alzenau-Wasserlos-„Schanzenkopf“                         | Höhenburg, Gipfelburg, zuvor Ringwallanlage                                                                | Vorgeschichte und Mittelalter                                                                   | Bodendenkmal Nr. D-6-5920-0028 als Burgstall des Mittelalters. Abgegangen, Wallanlagen sichtbar. |      |
| Ringwall Schanzenkopf → Schwedenschanze      | Alzenau-Michelbach-„Schanzenkopf“                        | Ringwall und Abschnittswall                                                                                | Vorgeschichtlich                                                                                | Bodendenkmal Nr. D-6-5820-0005: Abschnittsbefestigung nordöstlich der Dorsthöfe mit Funden der jüngeren Latènezeit; abgegangen, Wallreste sichtbar. Im Volksmund als Schwedenschanze bezeichnet. Nicht zu verwechseln mit der quadratischen Ringwallanlage auf dem gleichnamigen Schanzenkopf bei Wasserlos |      |
| Schloss Schöllkrippen                        | Schöllkrippen                                            | Wasserschloss                                                                                              | Mittelalterlicher Vorgängerbau, Schloss aus dem 14. Jahrhundert, 1544 Erneuert                  | Erhalten, dient heute als Rathaus |      |
| Schloss Unterbessenbach                      | Bessenbach-Unterbessenbach                               | Schloss mit Park                                                                                           | Schloss von 1842, Vorgängerbau von 1577                                                         | Erhalten, in Privatbesitz, kann nicht besichtigt werden |      |
| Burgstall Unterschnorrhof (Schloss Herbroch) | Dammbach-Unterschnorrhof                                 | Wasserburg                                                                                                 | wohl 14. Jahrhundert, Kurmainzer Besitz, auf der Pfinzingkarte von 1562/1594 noch eingezeichnet | Abgegangen, Burgstelle heute verebnet, im Luftbild erkennbar |      |
| Burgstall Vergessene Burg                    | Alzenau                                                  | Wallburg                                                                                                   | 10. Jahrhundert                                                                                 | Abgegangen |      |
| Burgstall Wahlmich (Weilerburg)              | Waldaschaff-„Flur Wahlmich“                              | Höhenburg, Hangburg                                                                                        | Mittelalterlich                                                                                 | Abgegangen |      |
| Schloss Wasserlos                            | Alzenau-Wasserlos                                        | Schloss auf Resten einer älteren Burganlage                                                                | 1790                                                                                            | Erhalten, dient heute als Kreiskrankenhaus |      |
| Schloss Weiler                               | Bessenbach-Weiler                                        | Wasserschloss mit Park                                                                                     | Zwischen 1633 und 1667                                                                          | Erhalten, Privatbesitz |      |
| Schloss Weyberhöfe                           | Sailauf-Weiberhof                                        | Jagdschloss der Mainzer Erzbischöfe                                                                        | 1265                                                                                            | Erhalten, beherbergt heute ein Hotel und ein Restaurant |      |
| Schloss Wiesen                               | Wiesen                                                   | Jagdschloss der Mainzer Erzbischöfe                                                                        | 1597 (spätmittelalterlicher Vorgängerbau, Besiedlungsspuren bis ins 13. Jahrhundert)            | Erhalten, in Privatbesitz, wird restauriert |      |
| Burg Womburg                                 | Mömbris-Schimborn (nördlich auf Krombacher Gemarkung)    | Hangburg der Grafen von Rieneck                                                                            | unbekannt                                                                                       | Abgegangen |      |

### Landkreis Bad Kissingen
| Name                                                 | Ort                                                          | Typ | Entstehungszeit                                                                       | Erhaltungszustand und heutige Nutzung | Bild |
| ---------------------------------------------------- | ------------------------------------------------------------ | --- | ------------------------------------------------------------------------------------- | --- | ---- |
| Burgstall Alte Burg                                  | Münnerstadt-Althausen                                        | Höhenburg (Spornlage, ebenerdiger Ansitz)                                                                          | Mittelalterlich                                                                       | Abgegangen |      |
| Ringwall Altenberg                                   | Bad Kissingen-Garitz-„Altenberg“                             | Ringwall | Vor- und frühgeschichtlich                                                            | Abgegangen, Wälle heute verebnet |      |
| Burgstall Altenburg                                  | Hammelburg-Untereschenbach                                   | Höhenburg (Spornburg, ebenerdiger Ansitz)                                                                          | Mittelalterlich                                                                       | Abgegangen |      |
| Burgstall Alt-Trimburg                               | Elfershausen-Trimberg                                        | Höhenburg (Gipfelburg) östlich der Trimburg                                                                        | Mittelalterlich                                                                       | Abgegangen |      |
| Amtshaus Motten                                      | Motten                                                       | Amtssitz des letzten Fuldischen Fürstbischofs                                                                      | 1789                                                                                  | Erbaut im Auftrag Adalbert III. von Harstall, Sitz des Oberamtmannes, zweigeschossiger barocker Rechteckbau mit Walmdach und verbautem Treppenturm, später Amtsvogtei, Gericht, Forstamt, Besitz der örtlichen Brauerei |      |
| Burgruine Arnstein                                   | Hammelburg-Morlesau                                          | Höhenburg (Spornburg) der Herren von Thüngen                                                                       |                                                                                       | Burgruine, wenige Reste erhalten |      |
| Schloss Aschach                                      | Aschach                                                      | Schloss, zuvor Burg, der Sitz einer Linie der Grafen von Henneberg, später Sommersitz der Würzburger Fürstbischöfe | Burg um 1190, heutiges Schloss aus dem 16. Jahrhundert                                | Erhalten, im Besitz des Bezirks Unterfranken, beherbergt heute drei Museen |      |
| Burgstall Bildhausen                                 | Münnerstadt-Maria Bildhausen                                 | Höhenburg (Spornburg)                                                                                              | Mittelalterlich                                                                       | Abgegangen, Graben und mehrere Wälle um eine 75 mal 40 Meter große Anlage erhalten, möglicherweise nicht fertiggestellte Burg                                                                                           |      |
| Burgruine Botenlauben                                | Bad Kissingen-Reiterswiesen                                  | Höhenburg (Gipfelburg) der Henneberger                                                                             | Vermutlich um 1180, 1206 erstmals urkundlich Erwähnt                                  | Burgruine, große Teile erhalten, jährlich stattfindendes Burgfest |      |
| Schloss Ebenhausen                                   | Oerlenbach-Ebenhausen                                        | Schloss, zuvor Burg der Henneberger                                                                                |                                                                                       | Erhalten |      |
| Eiringsburg                                          | Bad Kissingen-Arnshausen                                     | Höhenburg (Spornburg, Ringwall)                                                                                    | Vermutlich 7. Jahrhundert als Fliehburg, im Jahr 822 erstmals erwähnt                 | Abgegangen, Reste der Ringmauer erhalten |      |
| Schloss Elfershausen                                 | Elfershausen                                                 | Schloss | 1562 von den Herren von Erthal anstelle eines Festen Hauses erbaut                    | Erhalten, heute Sitz der Gemeindeverwaltung |      |
| Burgstall Engenthal                                  | Elfershausen-Engenthal-„Hesselberg“                          | Höhenburg (Ebenerdiger Ansitz)                                                                                     | Mittelalterlich                                                                       | Abgegangen, runde Anlage durch Wall und Graben geschützt |      |
| Jagdschloss Euerdorf                                 | Euerdorf                                                     | Jagdschloss der Fürstäbte von Fulda                                                                                | 1598                                                                                  | Erhalten |      |
| Turmhügel Frauenroth (Castrum Burchhardrode)         | Burkardroth-Frauenroth                                       | Höhenburg (Turmhügelburg, Spornburg)                                                                               | Mittelalterlich                                                                       | Abgegangen, nur der Turmhügel erhalten |      |
| Schloss Greifenstein                                 | Hammelburg-Truppenübungsplatz Hammelburg-Bonnland (Wüstung)  | Schloss | Vermutlich ab 1558                                                                    | Erhalten |      |
| Kellereischloss Hammelburg (Rotes Schloss)           | Hammelburg                                                   | Schloss, Sommerresidenz von Adolf von Dalberg                                                                      | Zwischen 1726 und 1737                                                                | Erhalten |      |
| Neues Rathaus (Bad Kissingen)                        | Bad Kissingen                                                | Schloss | Zwischen 1707 und 1720 errichtet                                                      | Erhalten, dient heute als Rathaus der Stadt |      |
| Burgruine Hunberg                                    | Nüdlingen-„Schlossberg“                                      | Höhenburg (Spornburg) der Henneberger                                                                              | 1242                                                                                  | Burgruine, wenige Reste |      |
| Kirchenburg Hundsfeld                                | Hammelburg-Truppenübungsplatz Hammelburg-Hundsfeld (Wüstung) | Kirchenburg |                                                                                       | Ruine |      |
| Schloss Maßbach                                      | Maßbach                                                      | Schloss | 1891 / 1896 / 1906                                                                    | Adelssitz 1. Hälfte des 16. Jahrhunderts der Freiherren von Rosenbach im Dreißigjährigen Krieg zerstört; Ende 19. Jh. Neubau in drei Abschnitten als Jagdschloss, Theater                                               |      |
| Abschnittsbefestigung Michelsberg (Grapfeldonoburg?) | Münnerstadt-Burghausen-„Michelsberg“                         | Höhenburg (Abschnittsbefestigung)                                                                                  | Vorgeschichtlich und frühmittelalterlich                                              | Abgegangen, Wälle und Gräben erhalten |      |
| Ringwall Mettermich                                  | Schondra-„Mettermich“                                        | Ringwall | Vorgeschichtlich                                                                      | Abgegangen, dreiteiliger Ringwall erhalten |      |
| Burg Münnerstadt                                     | Münnerstadt                                                  | Stadtburg | Mittelalterlich                                                                       | Abgegangen |      |
| Schloss Münnerstadt                                  | Münnerstadt                                                  | Schloss | 1789                                                                                  | Erhalten |      |
| Fuldisches Jagdschlösschen Neuwirtshaus              | Wartmannsroth-Neuwirtshaus                                   | Jagdschloss des Klosters Fulda (Zweigeschossiger, verschindelter Mansarddachbau)                                   | 1764                                                                                  | nach 1806 nur noch Forsthaus, erhalten |      |
| Kirchenburg Nüdlingen                                | Nüdlingen                                                    | Kirchenburg | Mittelalterlich                                                                       | Reste der Kirchhofbefestigung erhalten |      |
| Burg Rabenstein                                      | Wildflecken-Neuwildflecken (Truppenübungsplatz Wildflecken)  | Höhenburg (Spornburg)                                                                                              | Mittelalterlich                                                                       | Abgegangen |      |
| Schloss Rannungen                                    | Rannungen                                                    | Schloss, Ansitz der Herren von Münster                                                                             | Erste Hälfte des 16. Jahrhunderts (als Burg bereits 1303 erwähnt)                     | Teilweise erhalten, heute landwirtschaftliches Anwesen (Privatbesitz) |      |
| Reußenburg                                           | Hammelburg-Höllrich-„Reußenberg“                             | Höhenburg (Gipfelburg)                                                                                             | 1331                                                                                  | Burgruine, Mauerreste erhalten |      |
| Schloss Römershag                                    | Bad Brückenau-Römershag                                      | Schloss | 1648                                                                                  | Erhalten |      |
| Schloss Roßbach                                      | Zeitlofs-Rossbach                                            | Schloss der Herren von Thüngen                                                                                     | Ende 14. Jahrhundert                                                                  | Erhalten |      |
| Schloss Saaleck                                      | Hammelburg-Saaleck-„Schlossberg“                             | Höhenburg (Spornburg)                                                                                              | 12. Jahrhundert, 1228 erstmals erwähnt                                                | Burgruine |      |
| Burg Schildeck                                       | Schondra-Schildeck                                           | Höhenburg (Gipfelburg) des Bistums Fulda                                                                           | Vermutlich 13. Jahrhundert                                                            | Burgruine, einige Mauerreste erhalten |      |
| Ringwall Schwedenschanze (Elfershausen)              | Elfershausen-„Schanzhügel“                                   | Ringwall | Jüngere Urnenfelderzeit bis späten Hallstattzeit sowie vermutlich frühmittelalterlich | Abgegangen, Abschnittswall mit Graben und weitere Wälle erhalten |      |
| Burg Sodenberg (Kilianstein)                         | Hammelburg-Morlesau-„Sodenberg“                              | Höhenburg (Gipfelburg) der Herren von Thüngen                                                                      | Hochmittelalterlich, 1393 erwähnt                                                     | Abgegangen, durch einen Steinbruch völlig zerstört worden |      |
| Ringwall Sodenberg (Hilifridesburg?)                 | Hammelburg-Morlesau-„Sodenberg“                              | Ringwall | Frühmittelalterlich                                                                   | Abgegangen, Wälle und Gräben erhalten |      |
| Burg Steinach (Altes Schloss)                        | Bad Bocklet-Steinach                                         | Niederungsburg | Mittelalterlich                                                                       | Teilweise erhalten |      |
| Schloss Steinach (Neues Schloss)                     | Bad Bocklet-Steinach                                         | Schloss | 1707                                                                                  | Erhalten, ist heute in Privatbesitz und wird als Wohngebäude genutzt |      |
| Burgstall Thundorf                                   | Thundorf in Unterfranken                                     | Höhenburg (Spornburg)                                                                                              | Mittelalterlich                                                                       | Abgegangen |      |
| Schloss Thundorf                                     | Thundorf in Unterfranken                                     | Schloss (Wasserschloss)                                                                                            | um 1600                                                                               | Erhalten |      |
| Trimburg                                             | Elfershausen-Trimburg                                        | Höhenburg (Spornburg), Stammsitz der Herren von Trimberg                                                           | 12. Jahrhundert                                                                       | Burgruine, große Teile erhalten |      |
| Schloss Völkersleier (Hofhaus von Völkersleier)      | Wartmannsroth-Völkersleier                                   | Schloss der Herren von Thüngen                                                                                     | Vorgänger von 1616, im Dreißigjährigen Krieg zerstört, Neubau im 18. Jahrhundert      | Bis 1928 im Besitz derer von Thüngen, seitdem Privatbesitz, umgebaut erhalten |      |
| Schloss Waizenbach                                   | Wartmannsroth-Waizenbach                                     | Schloss (Wasserschloss) der Herren von Thüngen                                                                     | 1570                                                                                  | Erhalten |      |
| Schloss Weißenbach                                   | Zeitlofs-Weißenbach                                          | Schloss der Herren von Thüngen                                                                                     | Ende 14. Jahrhundert                                                                  | Erhalten |      |
| Burgruine Werberg                                    | Wildflecken-Neuwildflecken (Truppenübungsplatz Wildflecken)  | Höhenburg (Spornburg)                                                                                              | 13. Jahrhundert                                                                       | Burgruine |      |
| Schloss Windheim                                     | Wartmannsroth-Windheim                                       | Schloss | 1752 bezeugt                                                                          | 1882 abgerissen; heute dort ein unter Denkmalschutz stehendes Forsthaus |      |
| Abschnittsbefestigung Windsburg (Grapfeldonoburg?)   | Münnerstadt                                                  | Höhenburg (Abschnittsbefestigung)                                                                                  | Frühmittelalter                                                                       | Abgegangen |      |
| Schloss Zeitlofs                                     | Zeitlofs                                                     | Schloss |                                                                                       | Erhalten |      |

### Landkreis Haßberge
| Name                                                 | Ort                                                       | Typ | Entstehungszeit                                                                                                  | Erhaltungszustand und heutige Nutzung | Bild |
| ---------------------------------------------------- | --------------------------------------------------------- | --- | --- | --- | ---- |
| Ringwall Alte Burg                                   | Maroldsweisach-Lichtensteiner Wald-„Gehrenberg“           | Höhenburg (Ringwallanlage) | Vermutlich frühmittelalterlich, möglicherweise auch später                                                       | Abgegangen, nur Wälle und Gräben erhalten |      |
| Ringwall Alte Burg                                   | Maroldsweisach-Lichtensteiner Wald-„Gehrenberg“           | Höhenburg (Ringwallanlage) | Frühmittelalterlich                                                                                              | Abgegangen, nur Wälle und Gräben erhalten |      |
| Burgstall Altenburg (Castrum Zilanum?)               | Zeil am Main-„Kapellenberg“                               | Höhenburg (Spornburg) | Mittelalterlich                                                                                                  | Abgegangen, keine Befestigungsspuren obertägig mehr sichtbar |      |
| Burg Altenstein                                      | Maroldsweisach-Altenstein                                 | Höhenburg (Hügelburg), Stammsitz der Familie der Freiherren von Stein zu Altenstein                                                                 | 13. Jahrhundert, 1232 erstmals erwähnt                                                                           | Burgruine, große Teile erhalten, im Besitz des Landkreises Hassberge (Teil des Burgenkundlichen Lehrpfads Haßberge) |      |
| Schloss Bettenburg                                   | Hofheim in Unterfranken-Manau                             | Bergschloss, zuvor Höhenburg | 1231 erstmals urkundlich erwähnt, Umbau zum Schloss während des 16./17. Jahrhunderts                             | Saniert erhalten, in Privatbesitz, dient heute als Seminar- und Tagungszentrum |      |
| Schloss Birkenfeld                                   | Maroldsweisach-Birkenfeld                                 | Schloss mit Schlossgarten von Johann Philipp Friedrich von Hutten                                                                                   | 1738 bis 1775 | Erhalten, in Privatbesitz |      |
| Herrensitz Bischofsheim                              | Zeil am Main-Bischofsheim                                 | Herrensitz | 1567 bezeugt | Erhalten |      |
| Burg Bramberg                                        | Burgpreppach-Goßmannsdorfer Forst-„Bramberg“              | Höhenburg (Gipfelburg), Ministerialensitz des Bistums Bamberg                                                                                       | Vermutlich 11. Jahrhundert, 1108 erstmals urkundlich erwähnt                                                     | Gesicherte Burgruine, große Teile erhalten (Teil des Burgenkundlichen Lehrpfads Haßberge) |      |
| Burgstall Buch                                       | Untermerzbach-Buch                                        | Höhenburg (Spornburg) | Mittelalterlich                                                                                                  | Abgegangen |      |
| Schloss Bundorf                                      | Bundorf                                                   | Schloss, zuvor Wasserburg | Burg mittelalterlich, nach Zerstörung Mitte des 16. Jahrhunderts als Schloss neu aufgebaut                       | Erhalten, in Privatbesitz (Truchsessen von Wetzhausen) |      |
| Schloss Burgpreppach                                 | Burgpreppach                                              | Schloss, zuvor Wasserburg, Ministerialensitz der Grafen von Henneberg                                                                               | Burg mittelalterlich, nach Zerstörung zwischen 1717 und 1725 als Schloss neu aufgebaut                           | Erhalten, in Privatbesitz, Innenbesichtigung möglich |      |
| Schloss Dankenfeld                                   | Oberaurach-Dankenfeld                                     | Schloss | Zwischen 1714 und 1718, heutige Erscheinung aus dem 19. Jahrhundert                                              | Erhalten |      |
| Burg Dippach                                         | Maroldsweisach-Dippach                                    | Niederungsburg (Wasserburg), Ministerialensitz der Grafen von Henneberg                                                                             | Mittelalterlich                                                                                                  | Burgruine, einige Reste erhalten |      |
| Schloss Ditfurth                                     | Theres-Obertheres                                         | Schloss, östlich auf ehemaligem Klostergelände | nach 1856 | Erhalten |      |
| Schloss Ditterswind                                  | Maroldsweisach-Ditterswind                                | Schloss, zuvor Burg | | Erhalten, dient heute als Heim für geistig und mehrfach behinderte Menschen |      |
| Burgstall Dürrnhof                                   | Pfarrweisach-Dürrnhof                                     | Niederungsburg (Wehrspeicher) | Mittelalterlich                                                                                                  | Abgegangen (Teil des Burgenkundlichen Lehrpfads Haßberge) |      |
| Schloss Ebelsbach                                    | Ebelsbach                                                 | Wasserschloss | Frühneuzeitlich                                                                                                  | 2009 abgebrannt, soll wiederaufgebaut werden |      |
| Burgruine Ebersberg                                  | Knetzgau-Zell am Ebersberg-„Schlossberg“                  | Höhenburg (Spornburg) | Mittelalterlich                                                                                                  | Burgruine |      |
| Burgstall Ebersberg                                  | Knetzgau-Zell am Ebersberg-„Ebersberg“                    | Höhenburg (Spornburg) | Mittelalterlich                                                                                                  | Grabenrest |      |
| Burg Eichelsdorf                                     | Hofheim in Unterfranken-Eichelsdorf                       | Schloss, zuvor Kloster | 1678 | Erhalten, beherbergt heute ein Rehabilitationszentrum der Fachklinik Schloss Eichelsdorf |      |
| Burgstall Eltmann                                    | Eltmann                                                   | Höhenburg (Spornburg) | Unbekannt | Abgegangen, nur drei Gräben und wenige Mauerreste der Hauptburg erhalten |      |
| Schlossgut Ermershausen                              | Ermershausen                                              | Schloss | Ende 18. Jahrhundert                                                                                             | Teilweise erhalten, Wohngebäude Ruine. |      |
| Schloss Eyrichshof                                   | Ebern-Eyrichshof                                          | Schloss (Wasserschloss), vermutlich als Nachfolgebau eines Wirtschaftshofes der Burg Rothenhan                                                      | um 1330/1340 von den Freiherren von Rotenhan                                                                     | Erhalten, in Privatbesitz, nur bedingt zugänglich |      |
| Schloss Fischbach                                    | Ebern-Fischbach                                           | Schloss der Herren von Rotenhan, zuvor Burggut | 1530 | Erhalten, wird bewohnt |      |
| Schloss Friesenhausen                                | Aidhausen-Friesenhausen                                   | Schloss (Wasserschloss) | 1563 | Erhalten, in Privatbesitz |      |
| Turmhügel Friesenhausen                              | Aidhausen-Friesenhausen                                   | Niederungsburg (Turmhügelburg) | Mittelalterlich                                                                                                  | Abgegangen, Turmhügel verebnet |      |
| Schloss Gereuth                                      | Untermerzbach-Gereuth                                     | Schloss (Wasserschloss) mit Schlosspark | 1576 erstmals erwähnt, 1705 Bau des Neuen Schlosses durch Fürstbischof Johann Philipp von Greiffenclau-Vollraths | Erhalten, heute finden in den Räumen regelmäßig Lesungen und Ausstellungen statt |      |
| Schloss Gleisenau                                    | Ebelsbach-Gleisenau                                       | Schloss (Wasserschloss) mit Schlosspark der Herren von Trockau                                                                                      | 1772/1773, Vorgängerbau aus dem Jahr 1548                                                                        | Erhalten, beherbergt heute eine Grundschule |      |
| Schloss Gleusdorf                                    | Untermerzbach-Gleusdorf                                   | Schloss | Erstmals 1151 urkundlich erwähnt, heutiger Bau um 1770                                                           | Erhalten, in Privatbesitz, beherbergt heute ein Seniorenheim |      |
| Burgstall Gutenfels                                  | Untermerzbach-Buch                                        | Höhenburg (Spornburg) der Herren von Arnstein | Hochmittelalterlich, 1225 erwähnt                                                                                | Abgegangen, nur der Halsgraben und wenige Mauerreste erhalten |      |
| Schloss Hafenpreppach                                | Maroldsweisach-Hafenpreppach                              | Schloss mit Schlosspark der Familie Stein von Altenstein                                                                                            | vermutlich 16. Jahrhundert                                                                                       | Altes Schloss (Vorgängerbau) 1960 gesprengt, Neues Schloss erhalten, in Privatbesitz, wird bewohnt |      |
| Turmhügel Hebendorf                                  | Rentweinsdorf-Hebendorf                                   | Turmhügelburg | Mittelalterlich                                                                                                  | Abgegangen |      |
| Turmhaus Hohes Haus                                  | Zeil am Main-Bischofsheim                                 | Turmhaus (Turmburg?) | 14. Jahrhundert                                                                                                  | Burgruine, Mauerreste des Kellergewölbes erhalten |      |
| Turmhügel Kapellenberg                               | Königsberg in Bayern-Erbrechtshausen-„Galgenberg“         | Turmhügelburg | Mittelalter | Abgegangen |      |
| Schloss Kirchlauter (Guttenberg’sches Wasserschloss) | Kirchlauter                                               | Schloss (Wasserschloss) der Herren von Guttenberg                                                                                                   | Altes Schloss aus dem 16. Jahrhundert, Neues Schloss 17. Jahrhundert                                             | Erhalten, in Privatbesitz, wird bewohnt |      |
| Burg Knetzgau                                        | Knetzgau                                                  | Niederungsburg (Wasserburg) | Mittelalterlich                                                                                                  | Abgegangen, nur ein heutiges Wohnhaus erhalten, wohl Teil der früheren Burg |      |
| Burg Königsberg                                      | Königsberg in Bayern-„Schlossberg“                        | Höhenburg (Spornburg), Reichsburg der Staufer | nach 1168 | Burgruine, weite Teile restauriert und saniert erhalten, Gebäude können besichtigt werden, es finden vermehrt Veranstaltungen dort statt |      |
| Schloss Leuzendorf                                   | Burgpreppach-Leuzendorf                                   | Schloss der Herren von Leuzendorf | 1576 | Erhalten, in Privatbesitz |      |
| Burg Lichtenstein                                    | Pfarrweisach-Lichtenstein                                 | Höhenburg (Spornlage), Ganerbenburg, Burgengruppe                                                                                                   | ab 1200, 1232 erstmals urkundlich erwähnt                                                                        | Die Südburg ist weitgehend erhalten und wird bewohnt, die Nordburg ist als Burgruine erhalten, von den beiden weiteren Ansitzen der Burg sind nur noch Mauerreste, oder gar nichts mehr erhalten (Teil des Burgenkundlichen Lehrpfads Haßberge) |      |
| Schloss Maroldsweisach                               | Maroldsweisach                                            | Schloss der Freiherren Horneck von Weinheim | um 1768 | Saniert erhalten, in Privatbesitz |      |
| Wasserschloss Maroldsweisach                         | Maroldsweisach                                            | Schloss (Wasserschloss), zuvor Niederungsburg | Mittelalterlich                                                                                                  | Abgegangen, 1525 zerstört |      |
| Burgstall Memmelsdorf                                | Untermerzbach–Memmelsdorf in Unterfranken                 | Niederungsburg | Spätmittelalterlich                                                                                              | Abgegangen, teilweise überbaut |      |
| Burgstall bei Memmelsdorf                            | Untermerzbach–Memmelsdorf in Unterfranken-Judenfriedhof   | Höhenburg (Gipfelburg) | Mittelalterlich                                                                                                  | Abgegangen, teilweise vom jüdischen Friedhof überbaut |      |
| Schloss Oberschwappach                               | Knetzgau-Oberschwappach                                   | Schloss mit Schlosspark, Sommersitz der Äbte von Ebrach                                                                                             | Zwischen 1733 und 1738                                                                                           | Erhalten, im Besitz der Gemeinde Knetzgau, beherbergt heute ein Museum, ein Kindergarten und ein Restaurant, es finden Konzerte und kulturelle Veranstaltungen statt                                                                            |      |
| → Schloss Obertheres                                 | Theres-Obertheres                                         | Schloss, zuvor Benediktinerabtei | Ort schon im frühen Mittelalter befestigt, Kloster um 1045, ab 1809 Umbau zum Schloss                            | Erhalten |      |
| Schloss Pfaffendorf                                  | Maroldsweisach-Pfaffendorf                                | Schloss mit Schlosspark der Familie Stein von Altenstein                                                                                            | ab 1703 | Erhalten, beherbergt heute ein Internat |      |
| Burg Rauheneck                                       | Ebern-Vorbach-„Haubeberg“                                 | Höhenburg (Gipfelburg), später Amtsburg des Bistums Würzburg                                                                                        | Vermutlich um 1180 von den Brambergern, 1231 erstmals Adel der Burg genannt                                      | Burgruine, wird gesichert, große Teile erhalten (Teil des Burgenkundlichen Lehrpfads Haßberge) |      |
| Turmhügel im Rheinhauser Grund                       | Haßfurt-Wülflingen                                        | Turmhügelburg | Mittelalterlich                                                                                                  | Abgegangen, nur der Turmhügel ist erhalten |      |
| Schloss Rentweinsdorf                                | Rentweinsdorf                                             | Schloss, zuvor Niederungsburg (Wasserburg) der Herren von Rotenhan                                                                                  | Burg 13. Jahrhundert, Schloss ab 1750 erbaut                                                                     | Erhalten, in Privatbesitz, kann nicht besichtigt werden |      |
| Burg Rotenhan                                        | Ebern-Rotenhan-„Schlossberg“                              | Höhenburg (Hangburg, Felsenburg), Stammsitz der Freiherren von Rotenhan                                                                             | 1190 wurde der Adel der Burg genannt                                                                             | Burgruine, viele Teile der aus dem Sandstein gehauenen Gebäude erhalten (Teil des Burgenkundlichen Lehrpfads Haßberge) |      |
| Burgstall Rottenstein                                | Aidhausen-Rottenstein                                     | Höhenburg (Spornburg) der Grafen von Henneberg | Hochmittelalterlich, 1354 erwähnt                                                                                | Abgegangen, mehrere Gräben erhalten |      |
| Burgstall Scherenburg (Krumenstein)                  | Zeil am Main-Krum                                         | Höhenburg (Spornburg) | Mittelalterlich                                                                                                  | Abgegangen, nur Wälle und Gräben erhalten |      |
| Burgstall Schernberg                                 | Knetzgau-Oberschwappach-Neuhauser Forst-„Schernberg“      | Höhenburg (Spornburg) | Mittelalterlich, 1271 erstmals erwähnt                                                                           | Abgegangen, nur Wälle und Gräben erhalten |      |
| Burg Schmachtenberg                                  | Zeil am Main-Schmachtenberg                               | Höhenburg (Spornburg) des Bamberger Hochstiftes | um 1420/1430 erbaut, 1466 erstmals erwähnt                                                                       | Gesicherte Burgruine, große Teile erhalten |      |
| Schloss Schmachtenberg                               | Zeil am Main-Schmachtenberg                               | Ehemaliger Burghof, späteres Jagdschloss | 16. Jahrhundert (vor 1553)                                                                                       | ehemaliger Gutshof, zweigeschossiger Satteldachbau mit Ecktürmen, teilweise Fachwerk, im Kern 17. Jahrhundert; große Umbauten der Renaissanceanlage des Bistums Bamberg im 19. und 20. Jahrhundert; erhalten, Privatbesitz                      |      |
| Ringwall Schwedenschanze                             | Hofheim in Unterfranken-Eichelsdorf-„Rottensteiner Forst“ | Ringwall | Frühmittelalterlich                                                                                              | Abgegangen, Wälle erhalten |      |
| Schloss Schweinshaupten                              | Bundorf-Schweinshaupten                                   | Schloss | Frühneuzeitlich, Vorgängerbauten                                                                                 | Abgegangen, nur das Wirtschaftsgut des Schlosses ist erhalten |      |
| Burgstall Sendelbach                                 | Rentweinsdorf-Sendelbach                                  | Niederungsburg (Wasserburg) | | Abgegangen |      |
| Herrensitz Spielhof                                  | Rauhenebrach-Spielhof                                     | Herrensitz | um 1600 | Nur ein Keller des Sitzes ist erhalten |      |
| Schloss Stöckach                                     | Bundorf-Stöckach                                          | Schloss | um 1730 | Erhalten |      |
| Burgstall Teufelsstein                               | Pfarrweisach-Lichtenstein                                 | Höhenburg (Hangburg) möglicherweise der ursprüngliche Stammsitz der Herren von Stein zu Lichtenstein (Teil des Burgenkundlichen Lehrpfads Haßberge) | Hochmittelalterlich                                                                                              | Abgegangen, nur Felsbearbeitungen sichtbar |      |
| Burgstall am Trauberg                                | Knetzgau-Zell am Ebersberg-Zeller Forst-West              | Höhenburg (Spornburg, Ebenerdiger Ansitz) | Mittelalterlich                                                                                                  | Abgegangen, Mauerreste erhalten |      |
| Burgstall Tretzendorf                                | Oberaurach-Tretzendorf                                    | Niederungsburg (Wasserburg) | Mittelalterlich                                                                                                  | Abgegangen, nur der Burgweiher ist erhalten |      |
| Schloss Tretzendorf                                  | Oberaurach-Tretzendorf                                    | Schloss, Nachfolgeanlage der Wasserburg, aus deren Steinen erbaut                                                                                   | Zwischen 1768 und 1772                                                                                           | Erhalten, dient heute als Rathaus |      |
| Schloss Untermerzbach                                | Untermerzbach                                             | Schloss mit Schlosspark, zuvor Höhenburg der Herren von Merzbach                                                                                    | Burg mittelalterlich, Schloss 1534 erbaut                                                                        | Erhalten, beherbergt heute eine Akademie |      |
| Wallburg                                             | Eltmann                                                   | Höhenburg (Spornburg), Amtsburg des Hochstiftes Würzburg                                                                                            | 1303 erwähnt, zuvor vor- oder frühgeschichtliche Anlage                                                          | Burgruine, neben einigen Resten ist der Bergfried erhalten |      |
| Schloss Wasmuthhausen                                | Maroldsweisach-Wasmuthhausen                              | Schloss (Wasserschloss) | um 1860/1870 | Erhalten; heute esoterisches Seminarzentrum |      |
| Schloss Weißenbrunn                                  | Ebern-Weißenbrunn                                         | Schloss mit Schlosspark | | Erhalten, in Privatbesitz, beherbergt eine Galerie |      |
| Schloss Wonfurt                                      | Wonfurt                                                   | Schloss mit Schlosspark, zuvor Niederungsburg | 16. Jahrhundert                                                                                                  | Erhalten |      |
| Schloss Zeil am Main                                 | Zeil am Main                                              | Schloss, zuvor Gutshof | 17. Jahrhundert                                                                                                  | Erhalten |      |

### Landkreis Kitzingen
| Name                                     | Ort                                        | Typ                                                                                          | Entstehungszeit                                                                             | Erhaltungszustand und heutige Nutzung | Bild |
| ---------------------------------------- | ------------------------------------------ | -------------------------------------------------------------------------------------------- | ------------------------------------------------------------------------------------------- | --- | ---- |
| Kirchenburg Abtswind                     | Abtswind                                   | Kirchenburg                                                                                  |                                                                                             | Von der ehemaligen Kirchenburg der heutigen und mehrfach umgebauten Pfarrkirche St. Marien (Abtswind) sind größere Reste der umlaufenden Gaden und der Befestigung erhalten. |      |
| Turmhügel Altcastell                     | Castell-„Mahrenberg“                       | Höhenburg (Spornburg, Turmhügelburg), ursprünglicher Stammsitz der Herren von Castell        | Hochmittelalterlich, 1258 erstmals urkundlich erwähnt                                       | Abgegangen, nur der Turmhügel der Burg ist erhalten |      |
| Burgstall Altenschönbach                 | Prichsenstadt-Altenschönbach-„Schlossberg“ | Höhenburg (Spornburg, Ebenerdiger Ansitz)                                                    | Mittelalterlich                                                                             | Abgegangen |      |
| Schloss Altenschönbach                   | Prichsenstadt-Altenschönbach               | Wasserschloss, zuvor Niederungsburg (Wasserburg)                                             | Schloss 1843 erneuert                                                                       | Erhalten |      |
| Schloss Bibergau                         | Dettelbach-Bibergau                        | Wasserschloss                                                                                | Hochmittelalterlich                                                                         | Erhalten |      |
| Johanniterkastell Biebelried             | Biebelried                                 | Niederungsburg (Kastellburg) des Johanniterordens                                            | 1275 errichtet, zuvor Burg des Bischofs von Würzburg                                        | Burgruine, einige Teile erhalten |      |
| Schloss Bimbach                          | Prichsenstadt-Bimbach                      | Schloss, zuvor Niederungsburg der Herren Fuchs zu Bimbach                                    | Burg mittelalterlich, Schloss frühneuzeitlich                                               | Erhalten |      |
| Ringwall Bullenheimer Berg               | Ippesheim-Bullenheim-„Bullenheimer Berg“   | Ringwall                                                                                     | Frühmittelalterlich, schon in vorgeschichtlicher Zeit befestigt                             | Abgegangen, Wälle und Gräben erhalten |      |
| Schloss Burggrub                         | Geiselwind-Burggrub                        | Schloss                                                                                      | 16. Jahrhundert                                                                             | Erhalten |      |
| Burgstall Burkertsgräben                 | Ippesheim-Bullenheim-„Kapellberg“          | Höhenburg (Spornburg)                                                                        | Mittelalterlich                                                                             | Abgegangen, Halsgraben erhalten aber fast gänzlich eingeebnet |      |
| Schloss Castell                          | Castell                                    | Schloss mit Schlosspark, Nachfolgeanlage des Bergschlosses                                   | Zwischen 1687 und 1691                                                                      | Erhalten, nur Parkanlage öffentlich zugänglich |      |
| Schloss Crailsheim (Schloss Rödelsee)    | Rödelsee                                   | Schloss der Herren von Crailsheim                                                            | um 1600                                                                                     | Erhalten |      |
| Burgstall Dettelbach                     | Dettelbach                                 | Höhenburg                                                                                    | erstmals 741 erwähnt, im 12. Jahrhundert ausgebaut, verfallen ab 1466                       | Abgegangen, durch Rentamt ersetzt |      |
| Kirchenburg Einersheim                   | Markt Einersheim                           | Kirchenburg                                                                                  | Mittelalterlich                                                                             | Abgegangen |      |
| Schloss Einersheim                       | Markt Einersheim                           | Schloss der Herren von Rechteren-Limpurg                                                     | 1685                                                                                        | Erhalten |      |
| Burgstall Enheim                         | Martinsheim-Enheim                         | Niederungsburg (Turmhügelburg)                                                               | Spätmittelalterlich                                                                         | Abgegangen, nur der rechteckige Turmhügel erhalten |      |
| Schloss Friedrichsberg                   | Abtswind-Friedrichsberg                    | Jagdschloss der Herren von Castell                                                           | 1735                                                                                        | Erhalten |      |
| Schloss Fröhstockheim                    | Rödelsee-Fröhstockheim                     | Wasserschloss, zuvor Herrensitz, Stammsitz einer Linie des Geschlechtes der Crailsheimer     | Anfang des 16. Jahrhunderts                                                                 | Erhalten, in Privatbesitz, Innenbesichtigung nicht möglich |      |
| Gräflich Schönborn’sches Schloss Gaibach | Volkach-Gaibach                            | Schloss mit ausgedehnten Schlosspark, zuvor Niederungsburg                                   | Burg mittelalterlich, Schloss zwischen 1590 und 1608 erbaut                                 | Erhalten, beherbergt heute ein Schulheim |      |
| Schloss Gerlachshausen                   | Schwarzach am Main-Gerlachshausen          | Schloss, zuvor Niederungsburg                                                                | Schloss 17. Jahrhundert                                                                     | Heute ein Wohnhaus |      |
| Burg Gnötzheim (Zehntkasten)             | Martinsheim-Gnötzheim                      | Wasserschloss, zuvor Wasserburg                                                              | Burg 14. Jahrhundert, Schloss 1562 bezeugt                                                  | Ruine, einige Reste wie der Zehntkasten und weitere Gebäudereste erhalten |      |
| Burg Großlangheim                        | Großlangheim                               | Niederungsburg (Wasserburg)                                                                  | Spätmittelalterlich                                                                         | Burgruine, größere Mauerreste der Ringmauer erhalten |      |
| Burg Hallburg                            | Volkach-Hallburg                           | Höhenburg (Spornburg) der Herren von Castell                                                 | 13. Jahrhundert                                                                             | Wesentliche Teile erhalten, ist heute ein Weingut |      |
| Kirchenburg Markt Herrnsheim             | Willanzheim-Markt Herrnsheim               | Kirchenburg                                                                                  | 13. Jahrhundert                                                                             | Erhalten |      |
| Burgstall Hohenfeld                      | Kitzingen-Hohenfeld                        | Höhenburg (Spornburg)                                                                        | Mittelalterlich                                                                             | Abgegangen |      |
| Burgstall Hüttenheim                     | Willanzheim-Hüttenheim in Bayern           | Höhenburg (Spornburg)                                                                        | Spätmittelalterlich                                                                         | abgegangen |      |
| Kirchenburg Hüttenheim                   | Willanzheim-Hüttenheim in Bayern           | Kirchenburg                                                                                  | Mittelalterlich                                                                             | eine der besterhaltenen Kirchenburgen in Franken |      |
| Schloss Ilmbach                          | Prichsenstadt-Ilmbach                      | Jagdschloss der Grafen von Schönborn, zuvor Kloster                                          | um 1870                                                                                     | Erhalten |      |
| Schloss Kirchschönbach                   | Prichsenstadt-Kirchschönbach               | Schloss mit Schlosspark der Familie von Guttenberg                                           | vor 1700, vermutlich Vorgängerbau                                                           | Erhalten |      |
| Kirchenburg Kleinlangheim                | Kleinlangheim                              | Kirchenburg                                                                                  | 13. Jahrhundert                                                                             | Teilweise erhalten |      |
| Schloss Krautheim                        | Volkach-Krautheim                          | Schloss der Herren von Castell                                                               | 15. Jahrhundert, 1736 bezeugt                                                               | Erhalten |      |
| Schloss Mainstockheim (Ebracher Hof)     | Mainstockheim                              | Schloss mit Schlosspark                                                                      | Zwischen 1618 und 1637                                                                      | Erhalten, dient heute als Altersheim |      |
| Kirchenburg Mainstockheim                | Mainstockheim                              | Kirchenburg                                                                                  | Mittelalterlich                                                                             | Abgegangen |      |
| Schloss Mainsondheim                     | Dettelbach-Mainsondheim                    | Schloss mit Schlossgarten                                                                    | 16. Jahrhundert                                                                             | Erhalten |      |
| Schloss Marktbreit                       | Marktbreit                                 | Schloss der Herren von Seinsheim                                                             | um 1580                                                                                     | Erhalten, beherbergt heute eine Gaststätte, das Stadtarchiv und eine Bücherei                                                                                                |      |
| Kirchenburg Marktsteft                   | Marktsteft                                 | Kirchenburg                                                                                  | 1593 bezeugt                                                                                | Teilweise erhalten |      |
| Schloss Michelfeld                       | Marktsteft-Michelfeld                      | Schloss                                                                                      | 1523 bezeugt                                                                                | Teilweise erhalten, heute ein Bauernhof |      |
| Turmhügel Michelfeld                     | Marktsteft-Michelfeld                      | Turmhügelburg                                                                                | Mittelalterlich                                                                             | Abgegangen, Turmhügel verschleift |      |
| Kirchenburg Mönchsondheim                | Iphofen-Mönchsondheim                      | Kirchenburg                                                                                  | Spätmittelalterlich                                                                         | Weitgehend erhalten oder erneuert, beherbergt heute das Kirchenburgmuseum Mönchsondheim                                                                                      |      |
| Kirchenburg Nenzenheim                   | Iphofen-Nenzenheim                         | Kirchenburg                                                                                  | Spätmittelalterlich                                                                         | Torhaus und Gadenhäuser erhalten, Außenmauer in Resten |      |
| Schloss Nenzenheim                       | Iphofen-Nenzenheim                         | Schloss                                                                                      | 1852 bezeugt                                                                                | Heute ein Bauernhaus |      |
| Schloss Neuses am Sand                   | Prichsenstadt-Neuses am Sand               | Schloss (Wasserschloss)                                                                      | 15. Jahrhundert                                                                             | Erhalten, in Privatbesitz, beherbergt heute ein Hotel und ein Weingut |      |
| Burgstall Oberschloss (Castell)          | Castell-„Schlossberg“                      | Bergschloss, zuvor Höhenburg                                                                 | Burg frühmittelalterlich, möglicherweise schon im Jahr 816 erwähnt, Schloss 16. Jahrhundert | Schlossruine, nur ein Treppenturm erhalten, Burg heute abgegangen, einige Gräben und Wälle sichtbar                                                                          |      |
| Schloss Prichsenstadt                    | Prichsenstadt                              | Schloss                                                                                      | Frühneuzeitlich                                                                             | Abgegangen |      |
| Burgstall Reupelsdorf                    | Wiesentheid-Reupelsdorf                    | Wasserburg                                                                                   | unklar, 1230 im Besitz der Grafen zu Castell                                                | 1525 zerstört, Grabenrest und ein runder Wall erhalten |      |
| Burgstall Rimbach (Zollnersche Burg)     | Volkach-Rimbach                            | Burg, schlossartiger Ausbau                                                                  | unklar, wohl im 12. Jh. durch die von Rintbach oder nach 1335 durch die Zollner             | 1525 erstmals zerstört, nach Aussterben der Zollner 1591 verfallen, letztmals 1657 genannt, durch Jägerhaus ersetzt                                                          |      |
| Schloss Rüdenhausen                      | Rüdenhausen                                | Schloss (Wasserschloss) mit Schlosspark der Grafen von Castell, Vorgängerbau „Altes Schloss“ | Altes Schloss 14. Jahrhundert, während des 16. Jahrhunderts Neubau                          | Erhalten |      |
| Burgstall Haus im See                    | Rüdenhausen                                | Wasserburg von Dienstmannen der Grafen zu Castell                                            | Ersterwähnung um 1270, im 15. Jahrhundert verschwunden                                      | Abgegangen |      |
| Burgstall Veste bei der Kirche           | Rüdenhausen                                | Wasserburg von Dienstmannen der Grafen zu Castell                                            | Ersterwähnung um 1270, im 15. Jahrhundert verschwunden                                      | Abgegangen |      |
| Burgstall Schernau                       | Dettelbach-Schernau                        | Niederungsburg                                                                               |                                                                                             | Abgegangen |      |
| Schloss Schernau                         | Dettelbach-Schernau                        | Schloss                                                                                      | 1739 bezeugt                                                                                | Erhalten |      |
| Abschnittsbefestigung Schwanberg         | Rödelsee-Schwanberg-„Schwanberg“           | Abschnittsbefestigung                                                                        | Frühmittelalterlich, schon in vorgeschichtlicher Zeit befestigt                             | Abgegangen, mehrere Wallgräben erhalten |      |
| Schloss Schwanberg                       | Rödelsee-Schwanberg                        | Bergschloss mit Schlosspark, zuvor Höhenburg                                                 | 16. Jahrhundert                                                                             | Erhalten |      |
| Altes Schloss Schwarzenau                | Schwarzach am Main-Schwarzenau             | Schloss der Echter von Mespelbrunn                                                           | Im Kern 15. Jahrhundert                                                                     | Erhalten |      |
| Neues Schloss Schwarzenau                | Schwarzach am Main-Schwarzenau             | Schloss der Echter von Mespelbrunn                                                           | Anfang 18. Jahrhundert                                                                      | Erhalten, beherbergt heute die Staatliche Versuchs- und Prüfanstalt für Tierhaltung                                                                                          |      |
| Burgruine Speckfeld                      | Markt Einersheim-Neubauhof-„Schlossberg“   | Höhenburg (Spornburg) der Grafen von Speckfeld                                               | um 1250                                                                                     | Burgruine, einige Mauerreste von Gebäuden erhalten |      |
| Kirchenburg Stadelschwarzach             | Prichsenstadt-Stadelschwarzach             | Kirchenburg                                                                                  | Mittelalterlich                                                                             | Teilweise erhalten |      |
| Burgstall Steinbürg                      | Iphofen-Limpurger Forst-„Steinbürg“        | Höhenburg (Spornburg)                                                                        | Mittelalterlich                                                                             | Abgegangen |      |
| Burgstall Stephansberg                   | Kleinlangheim-Stephansberg                 | Niederungsburg                                                                               | Während der ersten Hälfte des 14. Jahrhunderts erwähnt                                      | Abgegangen, geringe Reste von Wall und Graben erhalten |      |
| Burgstall Stettenburg                    | Volkach-Obervolkach-„Stettenberg“          | Höhenburg (Spornburg)                                                                        | 1225 erstmals urkundlich erwähnt                                                            | Abgegangen, wenig Mauerwerk sowie Wälle und Gräben erhalten |      |
| Burgstall Vogelsburg                     | Volkach-Vogelsburg-„Escherndorfer Berg“    | Höhenburg (Abschnittsbefestigung)                                                            | Burg mittelalterlich, später Kloster, Berg schon in vorgeschichtlicher Zeit befestigt       | Abgegangen, Wälle und ein Graben erhalten |      |
| Schloss Wässerndorf                      | Seinsheim-Wässerndorf                      | Schloss der Grafen von Schwarzenberg                                                         | 13. Jahrhundert, 1555 Umbau zum Schloss                                                     | Ruine, am Ende des Zweiten Weltkrieges abgebrannt, große Teile der Mauern erhalten                                                                                           |      |
| Schloss Westheim                         | Biebelried-Westheim                        | Schloss von Johann Philipp von Zobel                                                         | 1772 bezeugt                                                                                | Von Holzscheunen eingebaut, Teil eines landwirtschaftlichen Anwesens |      |
| Burgstall Wiesenbronn                    | Wiesenbronn                                | Niederungsburg                                                                               | Spätmittelalterlich                                                                         | Abgegangen |      |
| Kirchenburg Wiesenbronn                  | Wiesenbronn                                | Kirchenburg                                                                                  | Spätmittelalterlich                                                                         | Erhalten |      |
| Schlösschen Wiesentheid                  | Wiesentheid                                | Schloss (Witwensitz von Sophie von Schönborn)                                                | 1868 bis 1871                                                                               | Erhalten |      |
| Schloss Wiesentheid                      | Wiesentheid                                | Schloss mit Schlosspark der Grafen von Schönborn                                             | Zwischen 1576 und 1600 erbaut                                                               | Erhalten |      |
| Burgstall Willanzheim                    | Willanzheim                                | Niederungsburg                                                                               | Mittelalterlich, im Jahr 1140 erwähnt                                                       | Abgegangen |      |
| Kirchenburg Willanzheim                  | Willanzheim                                | Kirchenburg                                                                                  | Mittelalterlich                                                                             | Ruine, einige Gebäudeteile erhalten |      |
| Turmhügel Willanzheim                    | Willanzheim-Hagenmühle                     | Turmhügelburg                                                                                | Mittelalterlich                                                                             | Abgegangen |      |

### Landkreis Main-Spessart
| Name                                       | Ort                                | Typ                                                                                      | Entstehungszeit                                                                                                  | Erhaltungszustand und heutige Nutzung | Bild |
| ------------------------------------------ | ---------------------------------- | ---------------------------------------------------------------------------------------- | --- | --- | ---- |
| Burg Adolphsbühl                           | Gemünden am Main-Adelsberg         | Burg der Herren von Hohenberg, später Schloss                                            | Burg aus dem Jahr 1008, 1626 Ausbau zum Schloss                                                                  | Schloss erhalten |      |
| Burgstall Altbessingen                     | Arnstein-Altbessingen-„Auberg“     | Höhenburg (Spornburg)                                                                    | Mittelalterlich                                                                                                  | Abgegangen, nur ein Graben erhalten |      |
| Alte Burg (Burgsinn)                       | Burgsinn                           | Niederungsburg (Wasserburg), Stammsitz der Freiherrn von Thüngen                         | 1001 erwähnt | Burgruine, Wassergraben und weite Teile der Anlage erhalten                                                                                 |      |
| Burgruine Alte Burg                        | Gemünden am Main-Harrbach          | Höhenburg (Spornburg), Ministerialensitz der Herren von Harburg                          | um 1100 | Burgruine, wenige Grundmauerreste erhalten                                                                                                  |      |
| Burg Arnstein (Schloss Arnstein)           | Arnstein                           | Höhenburg, Mitte 16. Jh. als Schloss ausgebaut                                           | Burg 13. Jh., Schloss zwischen 1540 und 1544 nach Zerstörung der Burg durch Fürstbischof Konrad von Bibra erbaut | Schloss tw. erhalten, von der Burg nur Teile des Grabens und zwei Rundtürme erhalten                                                        |      |
| Kirchenburg Aschfeld                       | Eußenheim-Aschfeld                 | Niederungsburg (Kastellburg) des Johanniterordens                                        | 1275 errichtet, zuvor Burg des Bischofs von Würzburg                                                             | Burgruine, Gaden um die Kirche erhalten |      |
| Schloss Aura im Sinngrund                  | Aura im Sinngrund                  | Schloss                                                                                  | 18. Jahrhundert                                                                                                  | Erhalten |      |
| Burg Bartenstein                           | Partenstein-„Schlossberg“          | Höhenburg (Spornburg) der Grafen von Rieneck                                             | um 1180 | Burgruine, wenige Mauerreste erhalten, jährlich findet ein Burgfest vor Ort statt                                                           |      |
| Kirchenburg Billingshausen                 | Birkenfeld-Billingshausen          | Kirchenburg                                                                              | Mittelalterlich                                                                                                  | Abgegangen |      |
| Burg Binsfeld                              | Arnstein-Binsfeld                  | Niederungsburg                                                                           | Mittelalterlich                                                                                                  | Abgegangen |      |
| Wartturm Blauer Turm                       | Thüngen-„Lerchberg“                | Wartturm                                                                                 | Spätmittelalterlich                                                                                              | Ruine, Mauerreste erhalten |      |
| Burg Büchold                               | Arnstein-Büchold                   | Höhenburg (Spornburg), später Schloss des Johanniterordens                               | Erstmals 1299 urkundlich erwähnt                                                                                 | Burgruine, runder Bergfried sowie einige Mauerreste erhalten                                                                                |      |
| Burgsinnschloss                            | Thüngen                            | Schloss                                                                                  | 1536 bezeugt | Erhalten |      |
| Burgstall Diemarsburg                      | Gemünden am Main-Adelsberg         | Höhenburg                                                                                | 13. Jahrhundert, vermutlich 1218 erbaut                                                                          | Abgegangen, Gelände 1972 eingeebnet |      |
| Burgstall Erlenbach                        | Karlstadt-Erlenbach                | Herrensitz (Ebenerdiger Ansitz)                                                          | Mittelalterlich                                                                                                  | Abgegangen, der Wall der Anlage wurde im Zuge der Flurbereinigung eingeebnet, ein Graben ist nur noch sehr schwach sichtbar                 |      |
| Ansitz Fellen                              | Fellen                             | Herrensitz                                                                               | 16. Jahrhundert                                                                                                  | Erhalten |      |
| Burgstall Franzenburg                      | Arnstein-Heugrumbach               | Höhenburg (Spornburg)                                                                    | Mittelalterlich                                                                                                  | Abgegangen, nur Wälle und Gräben erhalten                                                                                                   |      |
| Fronhofer Schlösschen                      | Burgsinn                           | Schloss                                                                                  | 1607 | Erhalten |      |
| Abschnittsbefestigung am Gaiberg           | Neustadt am Main-„Gaiberg“         | Abschnittsbefestigung                                                                    | Vor- und frühgeschichtlich                                                                                       | Abgegangen |      |
| Burgstall bei Gemünden am Main             | Gemünden am Main                   | Höhenburg (Spornburg)                                                                    | Frühmittelalterlich                                                                                              | Abgegangen |      |
| Abschnittsbefestigung am Grainberg         | Karlstadt-Gambach-„Grainberg“      | Abschnittsbefestigung                                                                    | Frühmittelalterlich                                                                                              | Abgegangen, nur einige Wälle erhalten |      |
| Kirchenburg Gössenheim                     | Gössenheim                         | Kirchenburg                                                                              | Mittelalterlich                                                                                                  | Teile der Befestigung erhalten |      |
| Schloss Höllrich                           | Karsbach-Höllrich                  | Wasserschloss der Herren von Thüngen als Nachfolgeanlage der Höhenburg Reußenberg        | Zwischen 1561 und 1580                                                                                           | Erhalten |      |
| Schloss Homburg                            | Triefenstein-Homburg am Main       | Bergschloss, zuvor Höhenburg des Hochstiftes Würzburg                                    | Burg 12./13. Jahrhundert, Schloss 1561 bezeugt                                                                   | Schloss erhalten, von der Burg nur Gebäudeteile wie der runde Bergfried und die Ringmauer sichtbar                                          |      |
| Homburg                                    | Gössenheim-„Hohe Setz“             | Höhenburg (Spornburg), Ministerialensitz des Würzburger Hochstiftes                      | um 1170 | Burgruine, weite Teile erhalten |      |
| Huttenschloss                              | Gemünden am Main                   | Schloss                                                                                  | 1711 | Erhalten; bis 2008 Unterfränkisches Verkehrsmuseum, heute Foto- und Filmmuseum                                                              |      |
| Kirchenburg Karbach                        | Karbach                            | Kirchenburg                                                                              | Mittelalterlich                                                                                                  | Abgegangen |      |
| Karlsburg                                  | Karlstadt-Mühlbach                 | Höhenburg (Spornburg), Nachfolgeanlage einer frühmittelalterlichen Abschnittsbefestigung | 8. Jahrhundert, heutige Burg aus dem 11. Jahrhundert                                                             | Ruine, große Teile der Gebäudemauern erhalten                                                                                               |      |
| Schloss Kreuzwertheim                      | Kreuzwertheim                      | Schloss des Hochadelsgeschlechtes derer von Löwenstein-Wertheim                          | 1736 | Erhalten |      |
| Burgruine Laudenbach                       | Karlstadt-Laudenbach               | Höhenburg (Spornburg) der Herren von Hohenlohe                                           | um 1150 | Burgruine, nur zwei Turmruinen erhalten |      |
| Neues Schloss (Laudenbach)                 | Karlstadt-Laudenbach               | Schloss, Nachfolgeanlage der im Bauernkrieg zerstörten Höhenburg                         | nach 1525 | Erhalten |      |
| Lohrer Schloss (Kurmainzer Schloss)        | Lohr am Main                       | Schloss                                                                                  | Frühneuzeitlich                                                                                                  | Erhalten |      |
| Schloss Mühlbach (Karlstadt)               | Karlstadt-Mühlbach                 | Schloss der Herren von Thüngen                                                           | Ende 17. Jahrhundert                                                                                             | Erhalten |      |
| Burg Neuenburg                             | Triefenstein-Kloster Triefenstein  | Höhenburg (Spornburg), zuvor vorgeschichtliche Abschnittsbefestigung                     | 12./13. Jahrhundert                                                                                              | Abgegangen, nur Halsgraben und nicht sichtbare Mauerfundamente erhalten                                                                     |      |
| Burg Reinstein                             | Schollbrunn-„Rehberg“              | Höhenburg (Spornburg)                                                                    | Hochmittelalterlich, ca. 13. Jahrhundert, Besitz der Herren von Reinstein                                        | Abgegangen, nur Halsgraben und Schuttwälle sichtbar                                                                                         |      |
| Burg Rieneck                               | Rieneck                            | Höhenburg (Spornburg) der Grafen von Rieneck                                             | um 1150 | Wesentliche Teile erhalten, heute im Besitz des Vereins „Erholungs- und Bildungswerk der Christlichen Pfadfinder-schaft Deutschlands e. V.“ |      |
| Schloss Rodenbach                          | Lohr am Main-Rodenbach am Main     | Schloss der Grafen von Rieneck                                                           | 1731 | Erhalten, Privatbesitz, Reitanlage |      |
| Burg Rothenfels (Rothenfels)               | Rothenfels                         | Höhenburg (Spornburg)                                                                    | um 1148 | Erhalten oder wesentliche Teile erhalten, erste Jugendburg Deutschlands, heute Jugendherberge und Tagungshaus in freier Trägerschaft        |      |
| Burgruine Scherenburg                      | Gemünden am Main                   | Höhenburg (Spornburg) der Grafen von Rieneck                                             | vor 1243 als Zollburg                                                                                            | Burgruine, von der Burg haben sich größere Mauerreste von Gebäuden sowie die Ruine des runden Bergfriedes erhalten                          |      |
| Neues Schloss                              | Burgsinn                           | Schloss mit Schlossgarten                                                                | 1620 | Erhalten |      |
| Burgruine Schönarts (In der Alten Burg)    | Eußenheim-Schönarts                | Höhenburg (Spornburg, Ebenerdiger Ansitz) der Herren von Henneberg                       | 1258 | Burgruine, nur geringe Mauerreste und zwei Gräben erhalten                                                                                  |      |
| Ringwall Schönarts                         | Eußenheim-Schönarts                | Höhenburg (Ringwall)                                                                     | Frühmittelalterlich                                                                                              | Abgegangen, nur noch schwach wahrnehmbare Wallreste erhalten                                                                                |      |
| → Schloss Schönrain                        | Gemünden am Main-Hofstetten        | Bergschloss, zuvor Höhenburg der Grafen von Rieneck und davor Kloster                    | Kloster um 1180, Schloss 16. Jahrhundert                                                                         | Schlossruine, große Mauerreste erhalten |      |
| Burgstall Schwebenried                     | Arnstein-Schwebenried-Stolzenmühle | Höhenburg (Spornburg, Ebenerdiger Ansitz)                                                | Mittelalterlich                                                                                                  | Abgegangen |      |
| Schloss Seewiese                           | Gräfendorf                         | Jagdschloss                                                                              | | |      |
| Ringwall Seifriedsburg                     | Gemünden am Main-Seifriedsburg     | Höhenburg (Ringwall)                                                                     | Frühmittelalterlich                                                                                              | Abgegangen, nur Wälle und Gräben erhalten                                                                                                   |      |
| Burgstall Slorburg                         | Gemünden am Main                   | Höhenburg (Spornburg)                                                                    | 13. Jahrhundert                                                                                                  | Abgegangen |      |
| Hutten-Schloss Steinbach (Neues Schloss)   | Lohr am Main-Steinbach             | Schloss mit Schlosspark der Freiherren von Hutten                                        | Zwischen 1725 und 1728, das Vorgängerschloss von 1589                                                            | Im Zweiten Weltkrieg zerstört, wiederaufgebaut, Privatbesitz                                                                                |      |
| Schloss Thüngen                            | Thüngen                            | Schloss, zuvor Burg der Herren von Thüngen                                               | Burg mittelalterlich, Schloss 16. Jahrhundert                                                                    | Erhalten |      |
| Abschnittsbefestigung Wettenburg           | Kreuzwertheim-„Himmelreich“        | Abschnittsbefestigung                                                                    | vermutlich frühmittelalterlich                                                                                   | Abgegangen |      |
| Schloss Wolfsmünster                       | Gräfendorf-Wolfsmünster            | Schloss der Herren von Thüngen                                                           | 1584 bezeugt | Erhalten |      |
| Rotes Schloss (Zellingen) (Altes Schloss)  | Zellingen                          | Schloss                                                                                  | | Abgegangen |      |
| Weißes Schloss (Zellingen) (Neues Schloss) | Zellingen                          | Schloss                                                                                  | Zwischen 1785 und 1787 zur Kirche umgebaut                                                                       | Abgegangen, heute die katholische Pfarrkirche Sankt Georg                                                                                   |      |
| Turmhügel Zellingen (Löwenburg?)           | Zellingen                          | Turmhügelburg                                                                            | Mittelalterlich                                                                                                  | Abgegangen, nur noch ein etwas erhöhtes Plateau erkennbar                                                                                   |      |

### Landkreis Miltenberg
| Name                                                                            | Ort                                                                      | Typ                                                 | Entstehungszeit                                                                  | Erhaltungszustand und heutige Nutzung | Bild |
| ------------------------------------------------------------------------------- | ------------------------------------------------------------------------ | --------------------------------------------------- | -------------------------------------------------------------------------------- | --- | ---- |
| Altepurg                                                                        | Klingenberg am Main, Waldabteilung „Kühruh“ (im Tonbergwerk Klingenberg) | Höhenburg                                           | Mittelalterlich                                                                  | Abgegangen, während des Tonabbaus in der Neuzeit zerstört |      |
| Altenburg (Sodenburg)                                                           | Leidersbach und Sulzbach am Main                                         | Ringwallanlage                                      | 600–450 v. Chr., erneute Nutzung während des Frühmittelalters                    | Abgegangen, im 19. und frühen 20. Jahrhundert als Steinbruch genutzt, doppelter Ringwall und Gräben erkennbar |      |
| Altes Schloss (Waleburg)                                                        | Kleinwallstadt- „Waldflur Am Alten Schloss“                              | Höhenburg (Spornburg)                               | Mitte 13. Jh.                                                                    | Ruine, um 1260 zerstört. Ringmauerreste, Wälle und Halsgraben erhalten und restauriert |      |
| Burgstall Alteburg                                                              | Eschau-Wildenstein, gegenüber der Burgruine Wildenstein                  | Höhenburg (Ebenerdiger Ansitz)                      | Mittelalterlich                                                                  | Abgegangen, rechteckiger Graben und Wälle erhalten, war eine kurzlebige Gegenburg der Kurmainz |      |
| Burgstall Alte Schanze                                                          | Klingenberg am Main-„Alte Schanze“                                       | Höhenburg (Ringwallanlage)                          | Mittelalterlich                                                                  | Abgegangen, mehrere Ringwälle und Gräben erhalten; mittig: neuzeitlicher Aussichtsturm |      |
| Fürstlich-Leiningensches Palais Amorbach                                        | Amorbach                                                                 | Schloss                                             | 1724–1727                                                                        | Erhalten, 1830 erweitert |      |
| Bacheburg (Untere Burg)                                                         | Obernburg am Main-Eisenbach-Neustädterhof                                | Wasserburg                                          | um 1400                                                                          | Ruine, 1441 nach Kirchenbann zerstört, Mauerreste zweckentfremdet, Torbogen, Ringmauerreste, Wassergraben |      |
| Ringwall Bürgstadter Berg                                                       | Bürgstadt-„Bürgstadter Berg“                                             | Ringwallanlage                                      | Vorgeschichtlich                                                                 | Abgegangen, doppelter Ringwall und Gräben erhalten |      |
| Burgruine Collenburg                                                            | Collenberg                                                               | Höhenburg (Hangburg)                                | 1214, um 1790 verlassen und dem Verfall preisgegeben                             | Ruine, große Teile der Bausubstanz erhalten |      |
| Mautturm Eichenbühl                                                             | Eichenbühl                                                               | Zollturm                                            | 15. Jahrhundert                                                                  | Ruine |      |
| Burgstall Elsenfeld                                                             | Elsenfeld                                                                | Niederungsburg                                      | Mittelalterlich                                                                  | Abgegangen, beim Bahnbau vollständig eingeebnet |      |
| Schloss Fechenbach                                                              | Collenberg                                                               | Schloss                                             | 1750                                                                             | Erhalten, bis 2005 Ruine, danach originalgetreu aufgebaut, heute in Privatbesitz |      |
| Burg Frankenberg                                                                | Amorbach und Weilbach-„Gotthardsberg“                                    | Höhenburg (Gipfelburg)                              | Frühmittelalterlich (um 800)                                                     | Abgegangen (um 1168 zerstört (s. Güldene Freiheit)), Beginn 13. Jh. durch Kloster überbaut, Mauerreste und Kleinfunde in Ausgrabungen 2010–2012                                                                       |      |
| Ringwall Greinberg                                                              | Miltenberg-„Greinberg“                                                   | Ringwallanlage                                      | keltisch                                                                         | große Reste des drei Kilometer langen Walls sind erhalten, Funde zweier röm. Tempel |      |
| St. Michaelis (Grubingen)                                                       | Wüstung Grubingen                                                        | Kirchenburg                                         | 1291 urkundlich                                                                  | ab 1778 niedergelegt; Grundmauern, Pforte und Reste der Wehrmauer 1979 restauriert |      |
| Ruine Henneburg                                                                 | Stadtprozelten                                                           | Höhenburg (Spornburg)                               | 12. Jahrhundert                                                                  | Ruine, auf einem älteren Vorgängerbau errichtet. Um 1650 durch Unwetter zerstört. Heute mit Gastronomie |      |
| Burgstall Heunenhügel                                                           | Klingenberg am Main, 500 Meter östlich der Klingenburg                   | Höhenburg in Spornlage                              | Mittelalterlich                                                                  | Abgegangen, Burghügel und Halsgraben erhalten |      |
| Stadtschloss Klingenberg                                                        | Klingenberg am Main                                                      | Stadtschloss                                        | Renaissancebau von 1560 der Kottwitz von Aulenbach, ab 1693 derer von Mairhofen  | Erhalten, in der Altstadt des Ortes, mit Schlosshof und Torhaus, Gewölbekeller und Schlossscheune, Veranstaltungsort für Konzerte und Musikveranstaltungen                                                            |      |
| Burgruine Klingenburg (Clingenburg)                                             | Klingenberg am Main                                                      | Höhenburg (Spornburg)                               | um 1100                                                                          | Ruine, ab 1500 verfallen. Gastronomie und Freilichtbühne. |      |
| Ringwall Langer Berg                                                            | Röllbach-„Langer Berg“                                                   | Ringwallanlage und Abschnittsbefestigung            | Vorgeschichtlich und frühmittelalterlich                                         | Abgegangen, Wälle und Gräben erhalten |      |
| Schloss Laudenbach                                                              | Laudenbach                                                               | Schloss mit Park                                    | Neuzeitlich                                                                      | Erhalten |      |
| Schloss Löwenstein                                                              | Kleinheubach                                                             | Schloss                                             | 1721–1732                                                                        | Erhalten. Erbaut im Stil des Spätbarocks, 1780–1824 mehrere klassizistische Anbauten. Seit 1948 Aus- und Bildungsstätte der Bundespost, später Telekom. Eigentümer Alois Konstantin zu Löwenstein-Wertheim-Rosenberg. |      |
| Mildenburg                                                                      | Miltenberg                                                               | Höhenburg (Spornburg)                               | Um 1200, 1390–1396 erweitert, 1552 zerstört, bis 1558 wieder aufgebaut           | Erhalten. Seit 2011 Museum mit Ikonen und moderner Kunst der Kunstsammlungen der Diözese Würzburg |      |
| Burg Mönchberg (Mengeburg)                                                      | Mönchberg                                                                | Höhenburg                                           | Mittelalterlich                                                                  | Abgegangen, eingeebnete Burgstelle im Bereich der Ortskirche auf dem Kirchhof |      |
| Wasserschloss Oberaulenbach                                                     | Eschau                                                                   | Schloss                                             | 15. Jahrhundert                                                                  | Erhalten, in Privatbesitz |      |
| Burgstall Ölenbuckel (Burg auf dem Ölenbuckel, Obere Burg, Eisenbacher Schloss) | Obernburg am Main-Eisenbach                                              | Burgstall                                           | Mittelalterlich                                                                  | Abgegangen, keine oberirdischen Reste mehr sichtbar, unterirdische Fundamentreste |      |
| Erdwerk Ohrenbacher Schanze (Heuneschüssel, Römerschanze)                       | Miltenberg-„Geißberg“                                                    | Wallanlage                                          | Vermutlich römerzeitlich oder frühmittelalterlich                                | Abgegangen, rechteckige Wallanlage mit Gräben erhalten |      |
| Wasserburg Riedern                                                              | Eichenbühl-Riedern                                                       | Wasserburg der Herren von Riedern                   | spätmittelalterlich                                                              | Reste erhalten: Burgmauer, Graben, 1780 Torhaus als kurmainzisches Jagdschlösschen, heute Forsthaus, privat |      |
| Turmhügel Roßhof (Rossberg)                                                     | Großheubach-Roßhof                                                       | Niederungsburg (Turmhügelburg) der Rüd von Rossberg | Mittelalterlich                                                                  | Abgegangen, Turmhügel 1975 eingeebnet, mit Reitstall des Rosshofes überbaut |      |
| Turmhügel Schneirersbuckel (Obere Burg)                                         | Obernburg am Main-Eisenbach-Neustädterhof                                | Niederungsburg (Turmhügelburg)                      | Mittelalterlich                                                                  | Abgegangen, Turmhügel verebnet |      |
| Wasserschloss Sommerau                                                          | Eschau-Sommerau                                                          | Wasserschloss                                       | 1271                                                                             | Auf den Resten einer Vorgängerburg erbaut. 1525 niedergebrannt, aufgebaut, um 1630 erneut zerstört. 1650 Neubau des noch bestehenden Flügels. Reste des Wehrturmes und Ringgraben erhalten.                           |      |
| Untere Burg Eisenbach                                                           | Obernburg am Main-Eisenbach                                              | Niederungsburg                                      | Mittelalterlich                                                                  | Abgegangen (Burgstall), Orts- und Kleinburg, keine oberirdischen Reste mehr sichtbar, stand zwischen Raiffeisen und Odenwaldstraße (jüngste der vier Eisenbacher Burgen)                                              |      |
| Templerhaus                                                                     | Amorbach                                                                 | Festes Haus                                         | 1291                                                                             | Erhalten, Fachwerkbau auf einem Turmerdgeschoss um 1200. Heute Museum. |      |
| Burg Weckbach (Wasserschloss Weckbach)                                          | Weilbach-Weckbach                                                        | Wasserburg/Schloss                                  | 12./13. Jh.                                                                      | Wasserburg der Herren von Dürn, 1272 Mainzer Lehen, ab 1433 Lehen der Herren von Erl(en)bach, seit dem 18. Jh. keine Erwähnung mehr - abgegangen, Lage im Gelände sichtbar                                            |      |
| Wehrkirche St. Maria Magdalena (Trennfurt)                                      | Klingenberg am Main-Trennfurt                                            | Wehrkirche                                          | um 1300                                                                          | mehrfach zerstörte und umgebaute Wehrkirche, mit imposanten dreigeschossigem Fassadenturm und wehrturmartigen mittelalterlichen Langhausjochen                                                                        |      |
| Weißes Schlösschen                                                              | Miltenberg                                                               | Schloss                                             | 1849                                                                             | Erhalten |      |
| Burgruine Wildenberg                                                            | Kirchzell-Preunschen                                                     | Höhenburg (Spornburg)                               | Um 1200, 1356 durch Erdbeben stark beschädigt, 1525 niedergebrannt und verfallen | Ruine |      |
| Burgruine Wildenstein                                                           | Eschau-Wildenstein                                                       | Höhenburg (Spornburg)                               | um 1250, nach 1560 aufgelassen und dem Verfall preisgegeben                      | Ruine, weitläufige Mauerreste erhalten, vom ASP untersucht und restauriert |      |
| Schloss Wörth                                                                   | Wörth am Main                                                            | Schloss, zuvor Burg                                 | Burg mittelalterlich, 1299 erstmals genannt, Schloss frühneuzeitlich             | Abgegangen, nur der Bergfried der Burg (Zinnenkranz über Konsolfries, verputztes Sandsteinmauerwerk mit Buckelquaderkanten und Werksteinelementen) ist erhalten, auf Fabrikgelände (nicht zugänglich)                 |      |

### Landkreis Rhön-Grabfeld
| Name                                               | Ort                                                        | Typ                                     | Entstehungszeit                                                                                     | Erhaltungszustand und heutige Nutzung | Bild |
| -------------------------------------------------- | ---------------------------------------------------------- | --------------------------------------- | --------------------------------------------------------------------------------------------------- | --- | ---- |
| Burgstall Altenbrenda                              | Bischofsheim in der Rhön-Unterweißenbrunn                  | Niederungsburg                          | Mittelalterlich                                                                                     | Abgegangen, heute durch eine Kläranlage teilweise überbaut |      |
| Abschnittsbefestigung Altenburg                    | Trappstadt-„Altenburg“                                     | Abschnittsbefestigung                   | Frühmittelalterlich                                                                                 | Abgegangen |      |
| Turmhügel Altenburg                                | Sulzfeld-Flur „Altenburg“                                  | Niederungsburg (Turmhügelburg)          | Hochmittelalterlich                                                                                 | Abgegangen, sechs Meter hoher und 30 mal 30 Meter großer Turmhügel erhalten |      |
| Ringwall Altenburg                                 | Ostheim vor der Rhön                                       | Ringwall                                | Vermutlich frühmittelalterlich                                                                      | Abgegangen |      |
| Altensteinsches Schloss (Untermarschalk`scher Hof) | Ostheim vor der Rhön                                       | Schloss                                 | Zwischen 1753 und 1757                                                                              | Erhalten |      |
| Burgstall Blankenberg                              | Bad Königshofen im Grabfeld-Ipthausen-Blankenberghof       | Höhenburg (Spornburg)                   | Mittelalterlich                                                                                     | Abgegangen |      |
| Burgstall Borstadel                                | Hollstadt-„Stationsberg“                                   | Höhenburg (Spornburg)                   | Mittelalterlich                                                                                     | Abgegangen, halbkreisförmiger Wall mit vorgelegtem, zehn Meter breiten Graben erhalten |      |
| Wasserschloss Brennhausen                          | Sulzdorf an der Lederhecke-Brennhausen                     | Wasserschloss                           | 13. Jahrhundert                                                                                     | Erhalten, 1861 renoviert, Wassergräben und Schlossteich nach 1950 wiederhergestellt, heute in Privatbesitz |      |
| Wartturm Dicker Turm                               | Niederlauer                                                | Wartturm                                | 15. Jahrhundert                                                                                     | Erhalten, Bausubstanz erneuert |      |
| Schloss Eichenhausen                               | Wülfershausen an der Saale-Eichenhausen                    | Schloss                                 | Mittelalterlich, heutiges Schlossgebäude von 1712                                                   | Erhalten |      |
| Burgstall Frickenhausen                            | Mellrichstadt-Frickenhausen                                | Höhenburg (Spornburg)                   | Mittelalterlich                                                                                     | Abgegangen, Graben mit Außenwall erhalten |      |
| Wallanlage Gangolfsberg (Werinfriedesburg)         | Oberelsbach-Gangolfsberg                                   | Ringwallanlage                          | Kelten über Merowinger bis Frühmittelalter                                                          | Wallreste und Kapellenruine des Mittelalters |      |
| Gebsattelsches Schloss Sondheim vor der Rhön       | Sondheim vor der Rhön                                      | Schloss                                 | 1577 / 1893                                                                                         | Fuldaisches Lehen der Herren von Stein, 1686 an die von Gebsattel, 1940 ausgebrannt, 1851 verkauft, 1893 restauriert |      |
| Gelbes Schloss (Rosenauischer Hof)                 | Ostheim vor der Rhön                                       | Herrensitz                              | 17./18. Jahrhundert                                                                                 | Erhalten |      |
| Gelbes Schloss (Altes Schloss)                     | Nordheim vor der Rhön                                      | Herrensitz der Freiherren von der Thann | 1578, Umbauten im 18. Jh., nach 1803 als Synagoge genutzt                                           | Erhalten |      |
| Hansteinsches Schloss                              | Ostheim vor der Rhön                                       | Schloss                                 | Zwischen 1430 und 1450                                                                              | Erhalten, seit 1993 Orgelbaumuseum |      |
| Ringwall Heidelberg (Unterwaldbehrungen)           | Bastheim-Unterwaldbehrungen-„Heidelberg“                   | Ringwall                                | Vermutlich frühmittelalterlich                                                                      | Abgegangen |      |
| Heßbergsches Schlösschen                           | Ostheim vor der Rhön                                       | Herrensitz                              | Bezeichnet 1595                                                                                     | Erhalten |      |
| Burgstall Heustreu                                 | Heustreu-Flur „Stricke“                                    | Niederungsburg                          | Mittelalterlich                                                                                     | Abgegangen |      |
| Kirchenburg Heustreu (Kirche St. Michael)          | Heustreu                                                   | Kirchenburg                             | Spätmittelalterlich                                                                                 | restauriert, Außenbefestigung mit Türmen erhalten |      |
| Burgruine Hildenburg                               | Hausen-Hillenberg-„Schlossberg“                            | Höhenburg                               | um 800                                                                                              | Ruine, 1525 zerstört. Teile des Bergfriedes und die Grundmauern des massiven Berings erhalten. |      |
| Schloss Höchheim                                   | Höchheim                                                   | Herrensitz                              | 15. Jahrhundert                                                                                     | Erhalten |      |
| Jagdschloss Holzberghof                            | Bischofsheim in der Rhön-Holzberg                          | Jagdschloss                             | Würzburger Forsthaus 1614, um 1910 neoromanischer Schlossanbau                                      | Erhalten, dient heute als Gastwirtschaft |      |
| Schloss Huflar                                     | Fladungen-Huflar                                           | Herrensitz                              | Zwischen 1597 und 1799                                                                              | Erhalten |      |
| Schloss Irmelshausen                               | Höchheim-Irmelshausen                                      | Wasserschloss                           | 15. Jahrhundert                                                                                     | Erhalten |      |
| Schloss Kleinbardorf                               | Sulzfeld-Kleinbardorf                                      | Wasserschloss                           | 1589/1590                                                                                           | Erhalten, bis in das 17. Jahrhundert Wartburg. Umbau zum Wasserschloss 1766. In Privatbesitz. |      |
| Schloss Kleineibstadt                              | Großeibstadt-Kleineibstadt                                 | Wasserschloss                           | Zwischen 1581 und 1594                                                                              | Abgegangen, im Jahr 1900 zerstört, keine Reste |      |
| Wallanlage Königsburg                              | Nordheim vor der Rhön-„Königsburg“                         | Wallanlage                              | Vor- und frühgeschichtlich, erneute Nutzung während des Mittelalters                                | Abgegangen |      |
| Festung Königshofen                                | Bad Königshofen im Grabfeld                                | Burg                                    | 1650                                                                                                | Bis 1803 Festung des Würzburger Hochstifts, danach geschleift. Wallreste erhalten. |      |
| Schloss Löwenhain                                  | Bad Neustadt an der Saale-Lebenhan                         | Schloss                                 | 1750                                                                                                | Erhalten, seit 2010 „Bildungsstätte der Stiftung Weltkulturerbe der Weisheitslehren“ |      |
| Burgruine Lichtenburg                              | Ostheim vor der Rhön                                       | Höhenburg                               | 1159                                                                                                | Ruine, um 1525 zerstört und wieder aufgebaut. 1719 aufgegeben und verfallen. Heute mit Gastronomie und Rittersaal. Bergfried als Aussichtsturm.                                                                                |      |
| Burgstall Lure                                     | Burglauer                                                  | Höhenburg (Spornburg)                   | Mittelalterlich                                                                                     | Abgegangen, Burgstall heute größtenteils durch moderne Gebäude überbaut, Grabenrest und Nordwesthang des Burghügels erhalten                                                                                                   |      |
| Schloss Mellrichstatt                              | Mellrichstadt                                              | Schloss                                 | um 1512                                                                                             | Abgegangen |      |
| Kirchenburg Mauerschädel                           | Willmars-Unterfilke                                        | Wehrkirche                              | um 1000                                                                                             | Ruine, im 14. Jahrhundert abgegangen, Turmreste erhalten |      |
| Schloss Neuhaus                                    | Bad Neustadt an der Saale-Bad Neuhaus                      | Schloss                                 | Zwischen 1773 und 1776                                                                              | Erhalten, dient heute als Hotel |      |
| Schloss Neustädtles                                | Nordheim vor der Rhön-Neustädtles                          | Schloss mit Park, zuvor Wasserburg      | Schloss 18. Jahrhundert, Burg mittelalterlich                                                       | Erhalten |      |
| Schloss Obereßfeld                                 | Sulzdorf an der Lederhecke-Obereßfeld                      | Schloss                                 | Frühneuzeitlich, heutiges Schlossgebäude aus der ersten Hälfte des 16. Jahrhunderts                 | Erhalten |      |
| Doppelturmhügel Oberweißenbrunn                    | Bischofsheim in der Rhön-Oberweißenbrunn-„Hagküppel“       | Doppelturmhügelburg                     | Mittelalterlich                                                                                     | Abgegangen |      |
| Öptisches Schloss                                  | Ostheim vor der Rhön                                       | Herrensitz                              | 15./16. Jahrhundert                                                                                 | Erhalten |      |
| Burgruine Osterburg                                | Bischofsheim in der Rhön-Haselbach in der Rhön             | Höhenburg (Gipfelburg)                  | um 1200                                                                                             | Bereits 1270 zerstört. Als gesicherte Ruine mit zahlreichen niedrigen Mauerresten erhalten. |      |
| Kirchenburg Ostheim                                | Ostheim vor der Rhön                                       | Wehrkirche                              | Spätmittelalterlich                                                                                 | Erhalten |      |
| Ostheimer Warte                                    | Ostheim vor der Rhön                                       | Wartturm                                | erste Hälfte 14. Jahrhundert                                                                        | Erhalten, begehbar |      |
| Turmhügel Rappershausen (Turmhügel Burgkeller)     | Hendungen-Rappershausen                                    | Niederungsburg (Turmhügelburg)          | Mittelalterlich                                                                                     | Abgegangen |      |
| Befestigung bei Rappershausen                      | Hendungen-Rappershausen, 1100 Meter östlich der Ortskirche | Dreiteilige Wallanlage                  | Frühmittelalterlich                                                                                 | Abgegangen |      |
| Schloss Rödelmaier                                 | Rödelmaier                                                 | Schloss, heute Kloster                  | 1754                                                                                                | Erhalten |      |
| Schloss Roßrieth                                   | Mellrichstadt-Roßrieth                                     | Wasserschloss                           | um 1140                                                                                             | Ruine, 1589 wieder erbaut. Nach dem Zweiten Weltkrieg Kornspeicher und Hühnerstall. 1985 Abschluss einer Außenrenovierung. Danach Leerstand, innen ruinös.                                                                     |      |
| Burgstall Rothausen                                | Höchheim-Rothausen-„Flur Schindrasenholz“                  | Höhenburg (Spornburg)                   | Mittelalterlich                                                                                     | Abgegangen |      |
| Burg Salzburg                                      | Bad Neustadt an der Saale                                  | Höhenburg                               | um 1150                                                                                             | Weite Teile innerhalb der 450 Meter langen Ringmauer erhalten. |      |
| Ringwall Schwedenschanze                           | Bastheim-Wechterswinkel                                    | Ringwall                                | Vor- und frühgeschichtlich, sowie frühmittelalterlich                                               | Abgegangen |      |
| Burgstall Simonides                                | Bastheim-Simonshof                                         | Niederungsburg                          | Mittelalterlich                                                                                     | Abgegangen |      |
| Burg Steineck                                      | Burglauer-Burglauer Forst-„Quastenberg“                    | Höhenburg (Hangspornburg)               | vor 1201, 1443 bereits verfallen                                                                    | Abgegangen, Mauerreste und Spuren von Wällen und Gräben erhalten |      |
| Schloss Sternberg                                  | Sulzdorf an der Lederhecke-Sternberg im Grabfeld           | Schloss, zuvor Burg                     | 1199                                                                                                | 1667–1669 nach Beschädigungen von 1525 als Schloss neu errichtet. Seit 1884 in wechselndem privaten Besitz. |      |
| Schloss Sulzfeld                                   | Sulzfeld                                                   | Schloss                                 | 1698                                                                                                | Erhalten, Leerstand |      |
| Kirchenburg Sulzfeld                               | Sulzfeld                                                   | Wehrkirche mit Friedhofsbefestigung     | 16. Jahrhundert                                                                                     | Erhalten |      |
| Altes Schloss Trappstadt                           | Trappstadt                                                 | Schloss                                 | um 1616                                                                                             | Nach Bau des Neuen Schlosses nur noch Pferdestall, später Scheune; stark sanierungsbedürftig |      |
| Neues Schloss Trappstadt                           | Trappstadt                                                 | Schloss                                 | um 1700                                                                                             | Zwei im rechten Winkel anstoßende Flügel, erhalten |      |
| Kirchenburg Trappstadt (St. Burkard)               | Trappstadt                                                 | Wehrkirche mit Friedhofsbefestigung     | | Erhalten |      |
| Wasserschloss Unsleben                             | Unsleben                                                   | Wasserschloss, zuvor Wasserburg         | Burg mittelalterlich                                                                                | Erhalten |      |
| Schloss Untereßfeld                                | Bad Königshofen im Grabfeld-Untereßfeld                    | Wasserschloss                           | Frühneuzeitlich                                                                                     | Abgegangen |      |
| Schloss Völkershausen                              | Willmars-Völkershausen                                     | Schloss mit Park                        | Zwischen 1721 und 1731                                                                              | Erhalten |      |
| Burgstall Völlburg                                 | Herbstadt-„Völlburg“                                       | Höhenburg (Spornburg)                   | Mittelalterlich                                                                                     | Abgegangen |      |
| Burg Wallbach                                      | Schönau an der Brend-Burgwallbach                          | Niederungsburg (Wasserburg)             | vor 1335, 1357 zerstört und wieder aufgebaut, 1525 erneut zerstört und 1790 zum Abbruch freigegeben | Ruine, Kellergewölbe teilweise erhalten |      |
| Schloss Waltershausen                              | Saal an der Saale-Waltershausen                            | Schloss, zuvor Burg                     | 1619–1627                                                                                           | Erhalten, auf den Grundmauern einer Vorgängerburg errichtet. Um 1730 im Stil des Rokoko umgebaut. 1953–1986 Erholungsheim der Deutschen Bundespost. jetzt Privatbesitz                                                         |      |
| Weißes Schloss                                     | Nordheim vor der Rhön                                      | Herrensitz                              | 16. Jh., Umbauten 1651–1668                                                                         | Erhalten, privat, zweiflügeliger dreigeschossiger Bau (Stein und Fachwerk, bis auf zwei Fachwerkgiebel verputzt, an der Hofseite Allianzwappenstein bez. 1577 und ein Bauinschriftstein mit Bauherrnwappen bez. 1668, 1651–68) |      |
| Burgruine Wildberg                                 | Sulzfelder Forst-„Wildberg“                                | Höhenburg (Spornburg)                   | vor 1123                                                                                            | Abgegangen, 1525 zerstört. Wenige Mauerwerksreste und ein Kellergewölbe erhalten |      |
| Turmhügel Wollbach                                 | Wollbach                                                   | Turmhügelburg                           | 11. Jahrhundert                                                                                     | Turmstumpf erhalten |      |
| Schloss Wolzogen                                   | Mellrichstadt-Mühlfeld                                     | Schloss                                 | Neuzeitlich                                                                                         | Erhalten |      |

### Landkreis Schweinfurt
| Name                                             | Ort                                                          | Typ                                 | Entstehungszeit                                | Erhaltungszustand und heutige Nutzung | Bild           |
| ------------------------------------------------ | ------------------------------------------------------------ | ----------------------------------- | ---------------------------------------------- | --- | -------------- |
| Abschnittsbefestigung Alteburg                   | Stadtlauringen-„Flur Altenburg“                              | Abschnittsbefestigung               | Vorgeschichtlich                               | Abgegangen, Wallreste erhalten |                |
| Burgstall Bergheide                              | Gochsheim-Weyer-„Herrenberg“                                 | Höhenburg (Spornburg)               | Mittelalterlich                                | Abgegangen |                |
| Schloss Birnfeld                                 | Stadtlauringen-Birnfeld                                      | Schloss                             | 18. Jahrhundert                                | Erhalten, Altersheim. |                |
| Schloss Craheim                                  | Stadtlauringen-Wetzhausen                                    | Schloss                             | 1908–1910                                      | Seit 1968 Begegnungsstätte des Lebenszentrums für die Einheit der Christen |                |
| Wehrkirche Donnersdorf (St. Johannes der Täufer) | Donnersdorf                                                  | Wehrkirche                          | Neuzeitlich, vermutlich aber älter             | Teilweise erhalten, Kirchhofbefestigung und Wassergraben sichtbar |                |
| Erthal’sches Schlösschen                         | Gochsheim                                                    | Herrensitz                          | um 1760                                        | Erhalten, heute Wohnhaus |                |
| Schloss Euerbach                                 | Euerbach                                                     | Schloss                             | 1525 zerstört, 1563 Wiederaufbau               | Hotel und Saal-/Weinkellervermietung |                |
| Schloss Euerburg                                 | Grettstadt-Obereuerheim                                      | Schloss                             |                                                | |                |
| Burgstall Garstadt                               | Bergrheinfeld-Garstadt                                       | Niederungsburg                      | Mittelalterlich                                | Abgegangen, teilweise überbaut |                |
| Kirchenburg Geldersheim (St. Nikolaus)           | Geldersheim                                                  | Kirchenburg                         | 16. Jahrhundert                                | Teile der Befestigung erhalten | weitere Bilder |
| Kirchenburg Gochsheim (St. Michael)              | Gochsheim                                                    | Wehrkirche                          | Spätmittelalterlich                            | Teile der Befestigung erhalten |                |
| Schloss Klingenberg                              | Wipfeld                                                      | Schloss                             | vor 1230                                       | 1525 vollständig zerstört, Wiederaufbau 1543. Privatbesitz. |                |
| Schloss Kronungen                                | Poppenhausen-Kronungen                                       | Schloss                             | Bezeichnet 1735                                | Erhalten |                |
| Schloss Mainberg                                 | Schonungen-Mainberg                                          | Schloss                             | 900–1000                                       | Zunächst nur Wehrturm, noch vorhanden. 1480–1486 Ausbau zum Schloss in der heutigen Form. Privatbesitz, seit 2005 Gastronomie. |                |
| Burg Marktsteinach                               | Schonungen-Marktsteinach                                     | Niederungsburg                      | 12. Jahrhundert                                | Burgruine mit Turmstümpfen und Mauerresten, jetzt Bauernanwesen. |                |
| Wehrkirche Niederwerrn                           | Niederwerrn                                                  | Wehrkirche                          |                                                | Abgegangen |                |
| Neues Schloss (Niederwerrn)                      | Niederwerrn                                                  | Schloss                             | 18. Jahrhundert                                | Erhalten |                |
| Ringwall Nonnenkloster                           | Gemeindefreies Gebiet Bürgerwald-„Staatsforst Nonnenkloster“ | Ringwallanlage                      | Frühmittelalterlich                            | Abgegangen |                |
| Schloss Obbach                                   | Euerbach-Obbach                                              | Schloss                             | 1692–97                                        | 1746–47 erweitert zur Zweiflügelanlage. Ausgedehnte Parkanlage. |                |
| Schloss Oberlauringen                            | Stadtlauringen-Oberlauringen                                 | Schloss                             | 18. Jahrhundert                                | Erhalten, Jugend- und Behindertenhilfe der Diakonie in Schweinfurt. |                |
| Schloss Oberschwarzach                           | Oberschwarzach                                               | Schloss                             | 1614                                           | Erhalten |                |
| Burgstall Oberspiesheim                          | Kolitzheim-Oberspiesheim                                     | Niederungsburg (Ebenerdiger Ansitz) | Mittelalterlich                                | Abgegangen, Gelände heute überbaut |                |
| Burgstall Pusselsheim                            | Donnersdorf-Pusselsheim                                      | Niederungsburg (Ebenerdiger Ansitz) | Mittelalterlich                                | Abgegangen, runder Graben mit Außenwall erhalten |                |
| Turmhügel Riedburg                               | Geldersheim-„Flur Steyershügel“                              | Niederungsburg (Turmhügelburg)      | Mittelalterlich, 1240 erstmals erwähnt         | Abgegangen, Turmhügel eingeebnet |                |
| Burgstall Schlössle                              | Donnersdorf-Falkenstein-„Falkenberg“                         | Höhenburg (Spornburg)               | Mittelalterlich                                | Abgegangen, Graben mit Außenwall erhalten |                |
| Schloss Schwanfeld                               | Schwanfeld                                                   | Schloss                             | Neuzeitlich                                    | Abgegangen |                |
| Burgstall Schwarzacher Tännig                    | Gemeindefreies Gebiet Bürgerwald-„Flur Schwarzacher Tännig“  | Höhenburg (Spornburg)               | Mittelalterlich                                | Abgegangen, Graben erhalten |                |
| Schloss Schwebheim                               | Schwebheim                                                   | Schloss                             | 1440                                           | 1525 zerstört, 1526 wieder aufgebaut, 1574–1600 umfangreich erweitert; seit 1958 in bürgerlichem Privatbesitz. |                |
| Ringwall Schwedenschanze                         | Poppenhausen-Kützberg-„Flur Bauholz“                         | Ringwallanlage                      | Frühmittelalterlich                            | Abgegangen, rechteckiger Wall und Graben erhalten |                |
| Burgruine Stollburg                              | Oberschwarzach-Handthal                                      | Höhenburg (Spornburg)               | 12. Jahrhundert, 1525 zerstört und aufgelassen | Ruine, Rest eines achteckigen Bergfrieds, kleinere Mauer- und Gewölbereste erhalten |                |
| Schloss Sulzheim                                 | Sulzheim                                                     | Schloss                             | 1728                                           | 1824–1970er Jahre Eigentum des Fürstenhauses von Thurn und Taxis. Heute Privatbesitz. |                |
| Schloss Theilheim                                | Waigolshausen-Theilheim                                      | Schloss                             | 1741                                           | Erhalten |                |
| Schloss Traustadt                                | Donnersdorf-Traustadt                                        | Schloss                             |                                                | Torhaus mit Wappentafel, Remise, Park erhalten |                |
| Schloss Vasbühl                                  | Werneck                                                      | Schloss                             | 1677                                           | |                |
| Ringwall Vollburg                                | Gemeindefreies Gebiet Bürgerwald-„Vollberg“                  | Ringwallanlage                      | Frühmittelalterlich                            | Abgegangen, Ringwall erhalten |                |
| Schloss Werneck                                  | Werneck                                                      | Schloss                             | vor 1223                                       | Zunächst Burg, 1553 niedergebrannt. 1601 wieder aufgebaut, 1723 erneut abgebrannt und 1724 notdürftig instand gesetzt. 1733–1745 Neubau durch Balthasar Neumann. Seit 1855 Heil- und Pflegeanstalt, heute Psychiatrische Klinik und Orthopädisches Krankenhaus. |                |
| Schloss Wetzhausen                               | Stadtlauringen-Wetzhausen                                    | Schloss                             | 1528                                           | Ehemals Wasserschloss. Erhalten, Leerstand. |                |
| Burgruine Wiesenburg                             | Niederwerrn                                                  | Niederungsburg                      | nach 1236                                      | Ruine, Rest eines runden Turms erhalten. |                |
| Burgruine Zabelstein                             | Michelau im Steigerwald-Hundelshausen-„Zabelstein“           | Höhenburg (Spornburg)               | um 1000                                        | Ruine, 1689 durch Brand zerstört, als Steinbruch genutzt. Seit 1999 Aussichtsturm. |                |
| Schloss Zeilitzheim                              | Kolitzheim-Zeilitzheim                                       | Schloss                             | 1679–1683                                      | Seit 1975 Privatbesitz, Hotelbetrieb. |                |

### Landkreis Würzburg
| Name                                                           | Ort                           | Typ                                 | Entstehungszeit                                            | Erhaltungszustand und heutige Nutzung | Bild |
| -------------------------------------------------------------- | ----------------------------- | ----------------------------------- | ---------------------------------------------------------- | --- | ---- |
| Turmhügel Alteburg                                             | Röttingen                     | Motte                               |                                                            | |      |
| Burgstall Altes Schloss                                        | Helmstadt                     | Burgstall                           |                                                            | |      |
| Burgstall Altes Schloss                                        | Hettstadt                     | Burgstall                           |                                                            | |      |
| Schloss Aub                                                    | Aub                           | Schloss                             | vor 1369                                                   | Zunächst Burg, im 16. Jahrhundert Umbau zum Schloss im Stil der Renaissance |      |
| Burg Brattenstein                                              | Röttingen                     | Burg                                | vor 1230                                                   | Fürstbischöflicher Besitz bis 1806. Danach Rentamt. 1971 Einsturz einiger Burgteile. Wesentliche Teile erhalten. Seit 1984 Frankenfestspiele Röttingen auf der Burg                                  |      |
| Schloss Burggrumbach                                           | Unterpleichfeld-Burggrumbach  | Schloss                             |                                                            | |      |
| Castell’sches Schloss                                          | Remlingen                     | Schloss                             | Beginn 16. Jahrhundert                                     | Amtshaus, Roter Bau, Weißer Bau, große Fachwerk-Scheune |      |
| Ehemaliges Würzburgisches Amtsschloss Remlingen (Altes Schloß) | Remlingen                     | Schloss                             | Spätmittelalterlich                                        | die ehemals regelmäßige Vierflügelanlage wurde in Bauernanwesen zerteilt und umgestaltet, nur Reste (drei Ecktürme, Befestigungsteile) in Anwesen verbaut                                            |      |
| Schloss Darstadt                                               | Ochsenfurt-Darstadt           | Schloss                             |                                                            | |      |
| Burg Erbachhof                                                 | Eisingen-Erbachshof           | Niederungsburg                      | Mittelalterlich                                            | Abgegangen |      |
| Wasserschloss Erlach                                           | Ochsenfurt-Erlach             | Schloss                             | 12. Jahrhundert                                            | Im 14. Jahrhundert Neubau. 1525 zerstört, 1545 wieder aufgebaut. Erhalten. |      |
| Burgstall Erbshausen                                           | Hausen bei Würzburg-Unterhof  | Burgstall                           | unbekannt                                                  | halbkreisförmiger Halsgraben und dominanter Burghügel noch sichtbar |      |
| Burgstall Etzburg                                              | Thüngersheim                  | Burgstall                           |                                                            | |      |
| Burg Falkenberg                                                | Erlabrunn                     | Burg                                |                                                            | 1202 geschleift, seitdem Ruine mit niedrigen Mauerresten |      |
| Friesenhäuser Schloss                                          | Giebelstadt                   | Schloss                             | um 1709                                                    | seit 1979 Gemeindebesitz, seit 1984 Rathaus |      |
| Schloss Gelchsheim                                             | Gelchsheim                    | Schloss                             | 13. Jahrhundert                                            | Heute Klinik für Naturheilkunde |      |
| Geyerschloss (Geyerburg)                                       | Giebelstadt                   | Wasserburg                          | 1441 erstmals zerstört                                     | z. T. wiederaufgebaute Reste des späteren Wasserschlosses (Toranlage, Turmrest, Burgmauerrest) |      |
| Wasserschloss Giebelstadt (Zobelschloss)                       | Giebelstadt                   | Wasserschloss                       |                                                            | |      |
| Schloss Grumbach                                               | Rimpar                        | Schloss                             | 14. Jahrhundert                                            | Ehemals Burg, zum Schloss umgebaut bis 1469. Heute Museum. |      |
| Burgstall Guttenberg (Ruine Guttenberg, Altes Schloss)         | Guttenberger Wald             | Burgstall                           | 13. Jahrhundert                                            | Burgruine (200 m südlich vom Forsthaus Guttenberg) |      |
| Turmhügel Guttenberg                                           | Reichenberg-Guttenberger Wald | Motte                               |                                                            | abgegangen, später (16. Jahrhundert) durch ebenfalls abgegangenes Jagdschloss überbaut (im Bereich Forsthaus Guttenberg)                                                                             |      |
| Turmhügel Ingolstadt                                           | Giebelstadt-Kauzenmühle       | Motte                               |                                                            | |      |
| Burgstall Kleinochsenfurt                                      | Ochsenfurt-Kleinochsenfurt    | Burgstall                           |                                                            | |      |
| Burgstall Klingenstein                                         | Bieberehren-Klingen           | Höhenburg (Spornburg)               | Spätmittelalterlich                                        | Abgegangen, drei Gräben und ein Mauerrest erhalten |      |
| Jagdschloss Mädelhofen                                         | Waldbrunn                     | Jagdschlossfundament                | 1724                                                       | 1724 begonnen, nie fertig gebaut, 1990 wiederentdeckt, restaurierte Grundmauern |      |
| Schloss Neubrunn                                               | Neubrunn                      | Schloss                             |                                                            | |      |
| Schlösschen Ochsenfurt                                         | Ochsenfurt                    | Schloss                             |                                                            | Heute Heimatmuseum. |      |
| Ruine Ravensburg                                               | Thüngersheim                  | Burg                                | um 1170                                                    | 1202 geschleift, seitdem Ruine mit niedrigen Mauerresten |      |
| Burgruine Reichelsburg                                         | Aub                           | Burg                                | 14. Jahrhundert                                            | 1525 zerstört, teilweise wiederhergestellt und bewohnt bis 1750. Danach verfallen. Ruine mit erhaltenem Bergfried                                                                                    |      |
| Schloss Reichenberg                                            | Reichenberg                   | Schloss                             | 13. Jahrhundert                                            | 1525 tw. zerstört. 17./18. Jahrhundert stark erweitert im Stil der Renaissance; Privatbesitz. |      |
| Burgstall Schönstein                                           | Röttingen-Strüth              | Niederungsburg (Burgstall)          | 1295 urkundlich                                            | ab 1467 als abgegangen verzeichnet |      |
| Turmhügel Sonderhofen                                          | Sonderhofen                   | Motte (Mittelalterlicher Turmhügel) |                                                            | Bodendenkmal |      |
| Schloss Sommerhausen                                           | Sommerhausen                  | Schloss                             | mind. seit 1413 (Sitz der Grafen zu Limpurg und Rechteren) | Hauptbau, dreigeschossiger Bruchsteinmauerwerksbau mit Satteldach, Treppengiebel mit Zieraufsätzen und südlichem Treppenturm von 1546–75 (mit weiterem Rück- und Kanzleigebäude); heute Privatbesitz |      |
| Schloss Uettingen                                              | Uettingen                     | Schloss                             | 1818                                                       | Schloss und Park in Privatbesitz |      |
| Schloss Veitshöchheim                                          | Veitshöchheim                 | Schloss                             | 1680–1682                                                  | 1753 stark erweitert im Stil des Barock. Seit 1932 Museum. |      |
| Burg Vogtsberg                                                 | Gaukönigshofen                | Burgstall                           |                                                            | 1525 zerstört und abgegangen. Graben erkennbar. |      |